# Partito della Rifondazione Comunista
Il Partito della Rifondazione Comunista - Sinistra Europea (PRC-SE), noto semplicemente come Partito della Rifondazione Comunista (PRC) o Rifondazione Comunista, è un partito politico italiano.
Fu fondato nel 1991 come Movimento per la Rifondazione Comunista dalla minoranza contraria allo scioglimento del Partito Comunista Italiano. Dopo che vi confluirono Democrazia Proletaria e diverse formazioni extraparlamentari assunse il nome di Partito della Rifondazione Comunista, intraprendendo un dialogo con il centro-sinistra nel corso della cosiddetta seconda repubblica. Rifondazione Comunista ha preso parte a due esperienze di governo: nel 1996 quando ha fornito appoggio esterno al governo Prodi I, provocandone la caduta nel 1998, e nel 2006, nel governo Prodi II.
Dal 2008 persegue la costruzione di un polo alternativo, attraverso liste quali La Sinistra l'Arcobaleno, la Federazione della Sinistra, Rivoluzione Civile, L'Altra Europa con Tsipras, Potere al Popolo!, La Sinistra, Unione Popolare e Pace Terra Dignità.

## Storia

### Le origini di Rifondazione Comunista

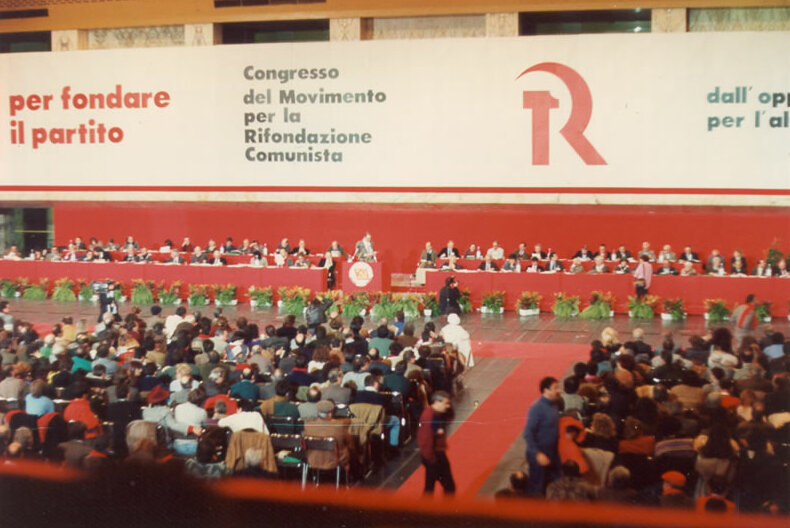
La presidenza del I Congresso del PRC

Il PRC nasce inizialmente come Movimento per la Rifondazione Comunista (MRC) nel febbraio 1991 a Rimini dove si svolge il XX e ultimo congresso del Partito Comunista Italiano (PCI). I suoi fondatori cercano di mantenere logo e denominazione del vecchio PCI, mentre quest'ultimo si trasforma ufficialmente in Partito Democratico della Sinistra (PDS), che ne è l'effettivo erede legale.
Si opta così per assumere come nome del movimento quello della mozione che si opponeva allo scioglimento, ossia Rifondazione Comunista. I cofondatori sono Armando Cossutta, Ersilia Salvato, Lucio Libertini e Sergio Garavini, primo coordinatore nazionale.
Rifondazione acquisisce le sue prime rappresentanze parlamentari quando il 14 maggio 1991 Lucio Magri e Luciana Castellina lasciano rispettivamente il gruppo parlamentare del PDS alla Camera dei deputati e al Parlamento europeo e insieme al gruppo proveniente dal Partito di Unità Proletaria per il Comunismo (PdUP) aderiscono al movimento. Il 9 giugno l'ottavo congresso di Democrazia Proletaria (DP), allora guidata da Giovanni Russo Spena, decide lo scioglimento del partito: la maggioranza dei dirigenti aderisce formalmente a titolo individuale. A settembre aderisce anche il Partito Comunista d'Italia (marxista-leninista).
Alle elezioni amministrative il movimento si presenta in 9 comuni dove ottiene in media il 6% dei consensi e in quelle regionali siciliane il 3,3%. Nello stesso anno si svolge il I Congresso che prende alcune decisioni fondamentali:
- Passare da movimento a partito.
- Istituire la figura del segretario nazionale e quella del presidente.
- Creare il Comitato Politico Nazionale (CPN).
- Tollerare le correnti organizzate, severamente vietate nel PCI.

Il 19 gennaio 1992 i delegati del congresso si riuniscono nuovamente per eleggere segretario e presidente del partito. Furono eletti rispettivamente Garavini e Cossutta. Il PRC è finalmente nato.
Il 1992 è anche il primo anno senza URSS e dunque il primo anno post-comunista per tutti. Con questo clima l'Italia va alle urne il 5 e 6 aprile per rinnovare il Parlamento. Alle elezioni il PRC partecipa dopo un braccio di ferro col Ministero dell'Interno che non voleva accettare il suo simbolo (che presentava la semplice dicitura Partito Comunista). Alla fine la Cassazione dà il via libera e il PRC raccoglie oltre 2 milioni di voti (5,6%) alla Camera e si piazza come quinta forza del Paese.
I consensi sono stabili intorno al 6% e gli iscritti in crescita. Le prime battaglie di Rifondazione saranno per la messa in stato d'accusa del Presidente della Repubblica Francesco Cossiga per aver sostenuto l'Organizzazione Gladio, e ancora contro la legge finanziaria del nuovo governo Amato I, l'abolizione della scala mobile, il Trattato di Maastricht e l'introduzione del sistema maggioritario. Nel 1993 sarà inoltre tra i promotori dei referendum per abolire la Riforma Amato delle pensioni e la norma sull'alienazione dei beni immobili dello Stato e quelli sulle rappresentanze sindacali per dare ai sindacati di base la stessa agibilità delle tre maggiori confederazioni.
Quello stesso anno la politica italiana cambia vorticosamente. Il 6 giugno si torna alle urne per rinnovare molte amministrazioni comunali, ma per la prima volta con l'elezione diretta del sindaco. Il PRC ottiene degli ottimi risultati e a Milano e Torino, con una media del 13%, raccoglie più voti del PDS e della DC.

### Dimissioni di Garavini da segretario
Col passare del tempo si acuisce la spaccatura fra il segretario Garavini e il presidente Armando Cossutta. Garavini forza i meccanismi decisionali per imporre la sua linea politica e ben presto viene accusato di «leaderismo» dai cosiddetti cossuttiani. A maggio 1993 la direzione nazionale boccia la proposta di Garavini di un'unità d'azione col PDS. La bocciatura suona come una sfiducia al segretario che, alla fine, rassegnerà le dimissioni il 27 giugno 1993, quando il CPN approverà un documento che lo accuserà di "non aver saputo evitare una grave frattura". Si decide così di convocare un nuovo congresso e a redigere le tesi congressuali di maggioranza sarà Lucio Libertini, ma questi, improvvisamente, muore il 7 agosto, lasciando il suo lavoro incompiuto e un grande sconforto in tutto il PRC.
Fino al II congresso, per sette mesi, il PRC viene così retto collegialmente da un direttorio di sette persone.

### Diarchia Bertinotti-Cossutta

Armando Cossutta, presidente del PRC

Nel 1993 Fausto Bertinotti lascia polemicamente il PDS. Bertinotti è in quel momento il capo politico della corrente della sinistra sindacale Essere Sindacato della Confederazione Generale Italiana del Lavoro (CGIL) ed è notoriamente ingraiano. Nel 1991, persa la battaglia contro lo scioglimento del PCI, aveva preferito «rimanere nel gorgo», cioè nel PDS, come consigliato da Ingrao stesso. Inizialmente Bertinotti rifiuta una sua adesione al PRC, ma poi il 17 settembre avviene la svolta: Bertinotti è pronto ad aderirvi e Cossutta lo vuole subito segretario. Il 23 gennaio 1994 Bertinotti diventa il secondo segretario di Rifondazione Comunista prevalendo sul'altro candidato Antonino Cuffaro, grazie a un accordo tra Cossutta e Magri per estromettere Garavini. Nel Comitato politico nazionale ottiene il voto favorevole di 160 membri su 193, un risultato che viene considerato dal politico lombardo estremamente positivo. In seguito a tale votazione avrà luogo la prima scissione di Rifondazione Comunista, dalla quale nascerà Iniziativa Comunista guidata da Norberto Natali.
Di lì a poco ci sono le prime elezioni politiche con un sistema in gran parte maggioritario e il PRC aderisce all'Alleanza dei Progressisti che comprende otto partiti di sinistra. Alle elezioni raggiunge il 6% dei voti, ma la coalizione vincente è quella di centrodestra, che elegge Silvio Berlusconi Presidente del Consiglio. Il 12 giugno le prime elezioni europee fruttano 6 europarlamentari ai comunisti. Il 17 dicembre il PRC propone una propria mozione di sfiducia contro il primo governo Berlusconi in autonomia da quelle della Lega Nord-Partito Popolare Italiano e del PDS.
Il 22 dicembre 1994 Berlusconi rassegna le dimissioni da premier: secondo alcuni esponenti comunisti, tra cui Livio Maitan, questo è il primo grande risultato a livello nazionale raggiunto da Rifondazione per la sua mobilitazione contro le politiche liberiste del governo.
Rifondazione Comunista è divisa sulla fase apertasi con le dimissioni di Berlusconi. Nel gennaio 1995 alla Camera 14 deputati, tra i quali Garavini e il capogruppo Famiano Crucianelli, votano la fiducia al governo di Lamberto Dini, ministro del tesoro uscente berlusconiano sostenuto da Lega, PPI e PDS. Anche se i voti dei deputati comunisti non sono decisivi (il governo Dini si salva grazie all'astensione di molti parlamentari del centrodestra), all'interno del PRC scoppiano le polemiche riguardo alla mancata osservazione dell'indicazione del partito da parte dei 14 politici.
Crucianelli si dimette da capogruppo e viene sostituito da Oliviero Diliberto. Nel frattempo i dissidenti (tra questi anche Nichi Vendola) sostengono anche la manovra economica bis di Dini del marzo del 1995 alla quale Rifondazione si oppone. Il partito chiede un «confronto» con l'ala destra, ma a giugno 19 tra deputati, senatori ed europarlamentari escono dal PRC per dar vita al Movimento dei Comunisti Unitari (MCU), che tre anni dopo confluisce nel PDS. Abbandona il partito anche Garavini, senza però aderire al MCU.

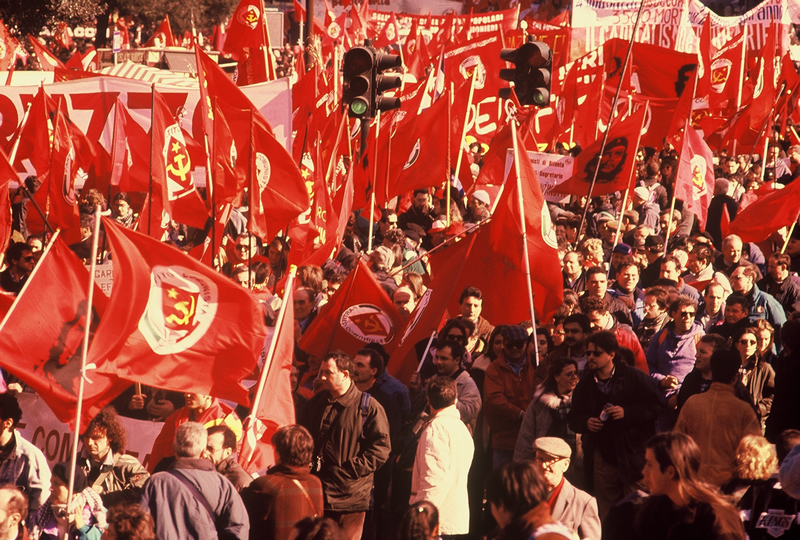
La manifestazione nazionale di Rifondazione del febbraio 1996

Alle elezioni regionali del 1995 Rifondazione sale all'8% grazie alla battaglia contro la riforma Dini delle pensioni che prevede il ritorno al sistema contributivo. Di conseguenza il centrosinistra si rende disponibile a un accordo elettorale col PRC per le politiche dell'anno successivo, ma a ciò si oppone la minoranza trotzkista guidata da Marco Ferrando.
Quello stesso anno si svolgono dodici referendum, tre dei quali promossi dai Cobas e da Rifondazione su rappresentanza sindacale e contrattazione collettiva nel pubblico impiego. Dei primi due quesiti sulla rappresentanza sindacale uno, più radicale, prevedeva la quasi totale abrogazione dell'articolo 19 dello Statuto dei Lavoratori, sancendo quindi la liberalizzazione della rappresentanza sindacale a livello aziendale; mentre l'altro prevedeva di abolire soltanto il criterio di maggiore rappresentatività a livello nazionale per l'accesso alle RSA aziendali, che favoriva le grandi confederazioni sindacali. Il terzo quesito infine prevedeva l'abolizione del criterio di maggiore rappresentatività nel pubblico impiego. L'esito elettorale vide l'approvazione del quesito sul pubblico impiego e di quello sulla rappresentanza nelle aziende private nella sua versione "minimale", mentre per pochi punti percentuali non viene raggiunto il quorum sul quesito più radicale.
Rifondazione aveva promosso anche un referendum contro la riforma Amato delle pensioni e uno contro la vendita dei beni ambientali dello Stato, ma la Corte costituzionale li aveva giudicati inammissibili. Rifondazione sostiene inoltre i referendum sulle TV che avranno esito negativo.
Il 25 ottobre il centrodestra propone una mozione di sfiducia al governo, che non passa per 9 voti grazie all'astensione del PRC, che aveva strappato al governo le dimissioni per il successivo dicembre. Il 6 dicembre Romano Prodi presenta il programma di governo della nuova coalizione di centrosinistra, denominata L'Ulivo, ma il PRC boccia il documento insieme ai Verdi. Nel febbraio 1996 il CPN del PRC approva un «patto di desistenza» con l'Ulivo, che rinuncia a presentarsi in 45 collegi maggioritari sicuri, lasciandoli al PRC che però deve presentarsi col vecchio simbolo dell'Alleanza dei Progressisti. Il 24 febbraio 1996 ha luogo a Roma una manifestazione convocata dal PRC con la presenza di Bertinotti e Cossutta. Il 21 aprile seguente il PRC ottiene il suo massimo storico (fino ad allora) e risulta decisivo alla Camera per dare una maggioranza al centrosinistra. Il PRC decide di dare un appoggio esterno (dunque senza ministri e sottosegretari) al neonato primo governo Prodi e solo la deputata Mara Malavenda vota contro il governo. Espulsa dal gruppo parlamentare, fonderà i Cobas per l'Autorganizzazione.
Al III Congresso del PRC avvenuto nel dicembre 1996 la mozione di Cossutta-Bertinotti favorevole a «influenzare l'esperienza del governo Prodi» ottiene l'85,48% dei consensi. Rifondazione si pone tra gli obiettivi principali la tassa patrimoniale sulle grandi ricchezze, l'opposizione all'introduzione del numero chiuso nelle università proposto dal ministro Luigi Berlinguer e la riduzione dell'orario di lavoro a parità di salario. Nel gennaio 1997 Bertinotti comincia a criticare l'operato del governo, in particolare sulle politiche per gli operai metalmeccanici. Il 9 ottobre Diliberto presenta una risoluzione firmata anche da Bertinotti e Cossutta che boccia la finanziaria presentata dal governo. Prodi non aspetta il voto e va a rassegnare le dimissioni. La crisi di governo è formalmente aperta, ma il 13 ottobre il PRC e Prodi fanno pace grazie alla mediazione del Presidente della Repubblica Oscar Luigi Scalfaro. Il PRC accetta le modifiche avanzate dal governo e l'esecutivo si impegna a varare una legge che riduca le ore settimanali di lavoro a 35 entro il 2001 e a garantire adeguate pensioni a chi ha svolto lavori usuranti. Tuttavia Bertinotti non è soddisfatto e Cossutta inizia a temere che il segretario voglia far cadere il governo e imprimere una svolta massimalista al partito. Nel frattempo il mancato ritiro dell'appoggio al governo è causa di una scissione guidata da Giovanni Bacciardi che dà vita alla Confederazione Comunisti/e Autorganizzati.

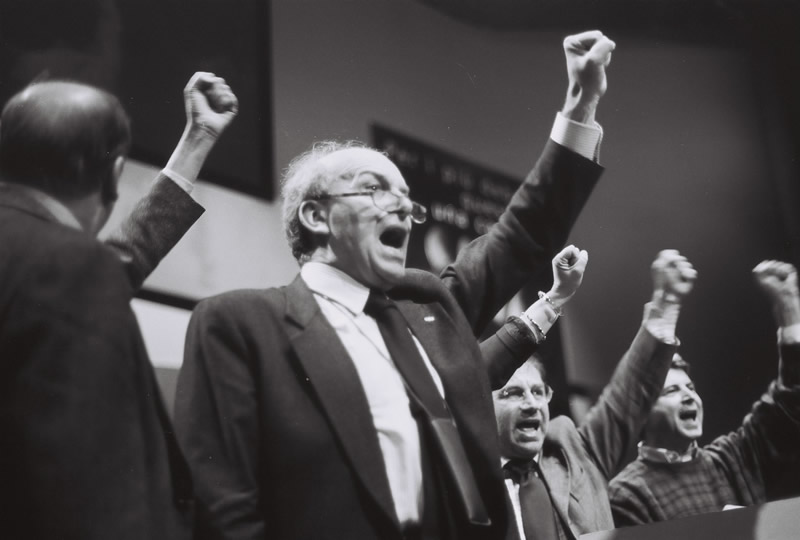
Fausto Bertinotti al IV Congresso di Rifondazione Comunista

Tra il dicembre 1997 e il gennaio 1998 Rifondazione, il mensile del partito, diviene così luogo dello scontro tra la linea del presidente Cossutta e quella del segretario Bertinotti. La maggioranza del partito si divide tra cossuttiani, soprattutto militanti dell'ex PCI; e bertinottiani, prevalentemente ex militanti della cosiddetta nuova sinistra e del socialismo radicale (vedi la DP e il Partito Socialista Italiano di Unità Proletaria). L'opposizione verte sul modo di gestire il partito, sul rapporto col governo e anche sulla linea politica. Il 3 settembre si decide di tenere il quarto congresso nei primi mesi del 1999 per una trasparente resa dei conti fra le due sottocorrenti.
Il 16 settembre il governo presenta la legge finanziaria. Bertinotti vuole chiudere col governo mentre Cossutta è per la trattativa. Nel CPN del PRC del 3 e 4 ottobre prevale la mozione anti-governativa di Bertinotti (188 voti), sostenuta anche da cossuttiani dissidenti e dai neotrotzkisti di Bandiera Rossa. La mozione Cossutta ottiene 112 voti mentre quella Ferrando, anch'essa anti-governativa, ottiene 24 voti. Il 5 ottobre, Cossutta si dimette da presidente del partito. Molti iscritti al partito si autoconvocarono presso il Palazzo delle Esposizioni di Roma per impedire la rottura con il governo, ma Bertinotti è irremovibile nel sostenere la scelta democratica del CPN.
Il 9 ottobre il capogruppo alla Camera, Oliviero Diliberto, annuncia che la maggioranza dei parlamentari del PRC avrebbe votato a favore del governo Prodi. Bertinotti si dichiara invece per la sfiducia e Diliberto ha il compito di spiegare a Montecitorio i motivi per cui Rifondazione non rinnova la fiducia all'esecutivo, scelta che lui per primo non condivide. Al termine delle dichiarazioni di voto e delle operazioni di conta il governo cade per un solo voto. Due giorni dopo i sostenitori della mozione di Cossutta abbandonarono il PRC per dare vita al Partito dei Comunisti Italiani. Si procedette così alla costituzione di nuovi governi di centrosinistra, prima a guida di Massimo D'Alema e poi di Giuliano Amato, sostenuti organicamente dai Cossuttiani. Rifondazione si schiera invece all'opposizione sia dei due governi D'Alema sia del governo Amato.

### Scissione dei Comunisti Italiani e l'inizio del nuovo corso di Bertinotti
La fuoriuscita dei Comunisti Italiani spinge Rifondazione a sviluppare un nuovo corso movimentista secondo le idee ingraiane e massimaliste del suo capo politico. La scissione cossuttiana indebolì il partito di voti, iscritti e risorse economiche, tanto che viene sospesa la pubblicazione di Rifondazione.
Nel 1999 si svolge il IV Congresso del PRC che vede presentate due mozioni: quella del segretario, sostenuta da bertinottiani, ex cossuttiani e maitaniani (Bandiera Rossa); e quella trotzkista radicale di Ferrando, Grisolia e Ricci. La prima mozione passa con l'84% dei voti. Per la prima volta la parola Rifondazione fa ingresso nel simbolo del partito. Bertinotti non chiude però del tutto le porte al centrosinistra, soprattutto a livello locale. Alle elezioni europee del 1999 sono un fiasco e il PRC ottiene il 4% dei voti (contro l'8% delle politiche). Il calo è solo in parte spiegato dal 2% del PdCI. Nel CPN del 4 luglio Bertinotti avanza l'idea di un «forum» aperto alla «sinistra antagonista ed ai movimenti antiliberisti».
Il PRC non riesce però a cogliere l'ampiezza del fenomeno movimenti, tanto che a Seattle per protestare contro il terzo incontro dell'Organizzazione mondiale del commercio è presente la sola presidente della Federazione dei Verdi, Grazia Francescato. Il PRC non partecipa del resto ad analoghi momenti organizzati dal popolo di Seattle durante il 2000. Il PRC preferisce puntare molto sulla Conferenza intergovernativa dell'Unione europea di Nizza del dicembre 2000. Il successo dell'iniziativa, alla quale partecipano solo il PRC e i Verdi, permise al partito di guardare in modo nuovo al rapporto con i movimenti.
Alle elezioni regionali del 2000 il PRC si presente alleata col centro-sinistra in tutte le Regioni tranne in Toscana, dove corre autonomamente, ma in Lombardia molti dirigenti locali di Rifondazione non sostengono il candidato Mino Martinazzoli preferendo schierarsi con Nerio Nesi dei Comunisti Italiani. Cosa analoga accade in Piemonte, dove alcuni rifondini votano la sindaca di Alessandria Francesca Calvo rispetto a Livia Turco. Sempre nel 2000 ha luogo la settima scissione dal PRC che si concretizza con la nascita di Democrazia Popolare..

#### Costruzione di una rifondazione movimentista
Dopo la contestazione di Nizza e con l'avvicinarsi del ritorno del centrodestra al governo Bertinotti decide di puntare ideologicamente verso un partito più marxista e meno leninista, più movimentista e di opposizione. Il disegno del segretario non è esplicitato subito e si concretizza per tappe. La prima tappa è il 21 gennaio 2001, quando in occasione degli ottant'anni dalla fondazione del PCI a Livorno Bertinotti chiede ai militanti di riscoprire la radice marxista, ma di sradicare dal partito qualsiasi residuo di stalinismo. Il 13 maggio dello stesso anno sono previste le elezioni politiche e dopo una lunga trattativa con L'Ulivo decide alla Camera di concorrere solo nella quota proporzionale (patto di non belligeranza) e di presentarsi al Senato come forza indipendente. I risultati non sono dei migliori, anche se il PRC risulta l'unico partito fuori dai poli a superare lo sbarramento del 4% (ottenne infatti il 5%), ma al Senato il mancato accordo tra L'Ulivo e il PRC permette al centrodestra di conquistare 40 seggi. Per questo motivo il PRC è oggetto di dure critiche da parte del centrosinistra.

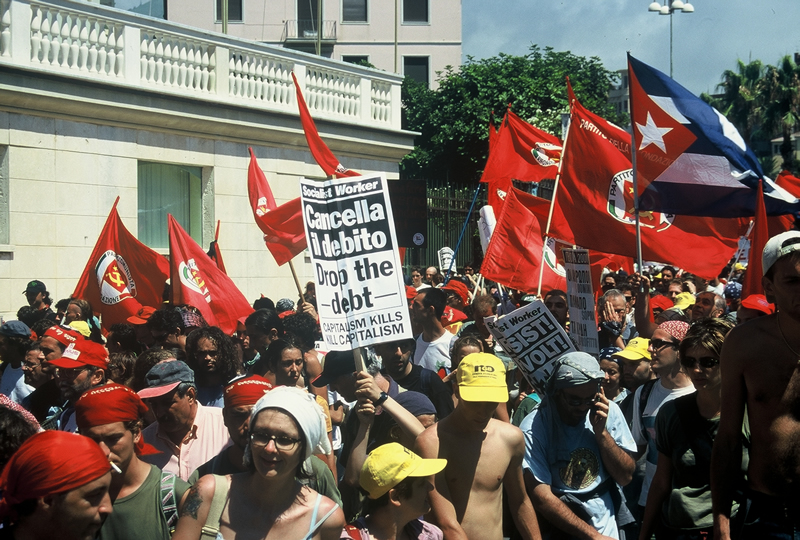
Manifestanti di Rifondazione Comunista al G8 di Genova

Il PRC continua nel dialogo con i movimenti e si rende tra i protagonisti del Genoa Social Forum (vedi i fatti del G8 di Genova), aggregazione di associazioni anti-G8, il cui portavoce è Vittorio Agnoletto, già candidato dal PRC alla Camera e proveniente da DP. Gli scontri di Genova e i suoi giovani anticapitalisti sembrano indicare definitivamente al gruppo dirigente del PRC lo sbocco naturale del bertinottismo: i movimenti no-global. Più tardi la stagione delle guerre statunitensi (Afghanistan, Iraq) accentua nel PRC l'antimilitarismo e il pacifismo, tanto che il 5 marzo 2003 Bertinotti aderisce con altri esponenti politici e sindacali a una giornata di digiuno indetta dal Vaticano «contro la guerra e il terrorismo». Dal 14 ottobre 2001 il PRC partecipa stabilmente alla tradizionale Marcia per la pace Perugia-Assisi e Bertinotti spinge affinché il pacifismo di Rifondazione approdi alla vera e propria nonviolenza.
Al CPN del 15 e 16 dicembre 2001 vengono intanto approvate le 63 tesi su cui verte il successivo V Congresso del partito. A redigerle è Paolo Ferrero, già all'opposizione nel partito e ora l'uomo che Bertinotti ha voluto per far svoltare il partito. Il 4 aprile 2002 si apre il V Congresso del PRC e nella sua relazione introduttiva Bertinotti pone subito «il problema della costruzione di un nuovo progetto politico» per «costruire un'alternativa di modello sociale e di democrazia, che può diventare anche alternativa di governo, fondata sulla duplice discriminante del no alla guerra e alle politiche neo-liberiste. E, contestualmente, si propone di rifondare la politica, a partire dalla ripresa della sua ambizione più alta, quella di trasformare la società capitalistica». Bertinotti ribadisce anche che «lo stalinismo è incompatibile col comunismo» e pone come alternativa il modello proposto da Frei Betto.
Sul fronte lavoro il PRC si impegna per la difesa dell'articolo 18 dello Statuto dei lavoratori, che dal 17 agosto 2001 Banca d'Italia, Confindustria e governo spingono per l'abrogazione. Bertinotti lancia la proposta di un referendum che estenda le tutele dell'articolo 18 a tutti i lavoratori. Dopo la grande mobilitazione sindacale guidata dalla CGIL del marzo 2002, il governo Berlusconi rinuncia a modificare l'articolo 18. Tuttavia Rifondazione prosegue con la raccolta firme per il referendum sull'estensione dell'articolo 18. La consultazione referendaria si tiene comunque nel giugno 2003, ma il referendum risulta nullo data la scarsa affluenza alle urne (25,5% degli aventi diritto). I «sì» sono 10.572.538 su 12.645.507 votanti.

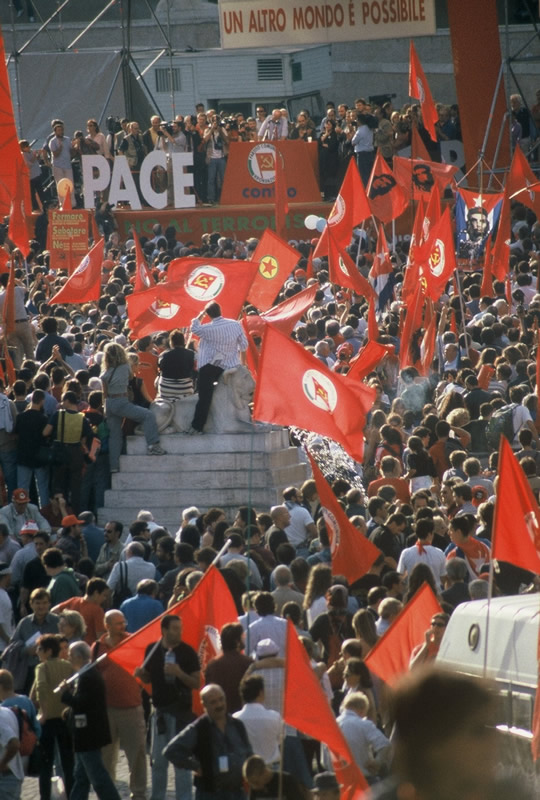
La manifestazione nazionale di Rifondazione contro la guerra nel 2002

Nel medesimo periodo nel PRC nascono prese di posizione contro Cuba. Il 29 aprile alla Camera si vota sulle misure da prendere contro Cuba che in quei giorni aveva incarcerato 75 oppositori di destra e ne aveva fucilati altri 3, rei di aver dirottato un traghetto nel porto de L'Avana. Vengono approntate quattro distinte mozioni dalla Casa delle Libertà, da L'Ulivo, dal PRC e dal PdCI: solo quella del PdCI non condanna Cuba. Le risoluzioni dell'Ulivo e di Rifondazione, pur non invocando le sanzioni, condannano entrambe il regime castrista. Il PRC inizia in tal modo l'allontanamento dal governo di Fidel Castro. Nel CPN del 3 e 4 maggio Bertinotti viene bersagliato da forti critiche per la scelta su Cuba. Il segretario chiarisce che «la questione sulla pena di morte non è solo una questione etica, ma anche politica. La pena di morte va rifiutata hic et nunc, senza se e senza ma. Non credo che la divergenza verta sulla storia di Cuba».
Il 9 maggio esce su Liberazione un articolo di Fulvio Grimaldi (già giornalista del TG3) in difesa di Castro. Il giorno dopo Grimaldi viene sostituito con Fabrizio Giovenale. Il caso Castro si riapre nel PRC in occasione della convocazione a L'Avana di più di 600 personalità di 70 Paesi per un «incontro Internazionale contro il terrorismo, per la verità e la giustizia» da tenersi nel giugno 2005. A rappresentare l'Italia viene invitato solo il PdCI e il PRC viene escluso, sebbene venga comunque accettata una delegazione della corrente L'Ernesto, guidata da Claudio Grassi. Il responsabile esteri Gennaro Migliore afferma: «È un fatto singolare, grave e incongruo nei rapporti tra i nostri partiti, che sono stati sempre corretti. Rifondazione è solidale con le lotte del popolo cubano, ma rivendica la possibilità di criticare quanto non va in quell'esperienza».
Verso l'Ulivo invece è disgelo e il 6 marzo a Montecitorio tutti i politici de L'Ulivo tornano a sedersi a un tavolo con Bertinotti. Alla fine dell'incontro con L'Ulivo vengono anche costituite tre commissioni paritetiche per creare delle prime convergenze di programma. Il 16 maggio Bertinotti precisa la sua idea di accordo organico con L'Ulivo: «Siamo disponibili solo a un accordo di programma, non a riesumare vecchie formule come la desistenza».
Il 17 giugno la Direzione Nazionale (DN) del PRC, riunita per analizzare il risultato referendario, dà il via libera alla ricerca di nuove intese con L'Ulivo, con 21 voti favorevoli, 5 contrari (tutti della corrente Ferrando) e 10 astenuti. Ferrando è contrario e chiede di «avviare immediatamente un congresso straordinario». Anche il CPN del 28 e 29 giugno è d'accordo e questa volta il documento viene votato da tutta la maggioranza uscita dall'ultimo Congresso (68 sì, 14 no e 1 astenuto). Viene così definitivamente abbandonata l'idea lanciata nel 2000 di «rompere la gabbia del centrosinistra», secondo i bertinottiani perché questa è stata rotta mentre per le opposizioni interne così facendo il PRC accetta di entrare nella gabbia e in modo docile. 
Pochi mesi dopo Bertinotti imprime l'accelerazione sulla rifondazione del partito e fa definitivamente sterzare il partito verso la nonviolenza, generando lacerazioni consistenti nel partito.

#### Con il Partito della Sinistra Europea verso il governo
Dalla fine del 2002 Bertinotti intesse dialoghi coi capi europei dei partiti antiliberisti di varia estrazione. L'obiettivo è quello di fondare «un partito europeo di sinistra alternativa». Non è una nuova internazionale europea di partiti comunisti, visto che è aperto anche a partiti socialisti massimalisti. Del progetto il partito è pressoché all'oscuro e ne ha piena conoscenza solo il giorno della fondazione del Partito della Sinistra Europea (PSE) il 10 gennaio 2004 a Berlino nella stessa stanza dove nella notte di Capodanno del 1918 Rosa Luxemburg fondò con Karl Liebknecht il Partito Comunista di Germania.
A firmare l'appello fondativo sono 11 partiti su 19 presenti, compreso Bertinotti per il PRC perché è «una rottura di continuità con il passato, che non può limitarsi a rinnegare stalinismo e leninismo, ma che introduce la nonviolenza come elemento di riforma del comunismo medesimo». Si decide altresì su idea di Bertinotti di recarsi a omaggiare la tomba della Luxemburg e di ripetere l'iniziativa ogni anno nella seconda settimana di gennaio. La fondazione del Partito della Sinistra Europea lascia buona parte del partito contrariata, prevalentemente perché l'adesione non è preventivamente passata per gli organi decisionali del partito (in primo luogo il CPN). 
Il malumore emerge nella DN del 28 gennaio, dove l'adesione al Partito della Sinistra Europea passa con appena 21 sì, 17 no (tra cui due bertinottiani) e un'astensione. Il 6 e 7 marzo tocca al CPN la decisione definitiva: la maggioranza si sfalda e vengono presentati cinque documenti. Il documento del segretario passa comunque con 67 sì e 53 no. Viene così modificato anche il simbolo del PRC, dove viene aggiunta un'unghia rossa con scritto Sinistra Europea. Nello stesso CPN passa anche la linea di proseguire l'unità d'azione col centrosinistra con 82 sì (bertinottiani e grassiani). Con questo voto positivo il PRC può partecipare l'8 e 9 maggio a Roma al Congresso fondativo del Partito della Sinistra Europea, dove Fausto Bertinotti viene eletto presidente all'unanimità. Una delle prime battaglie della neonata Sinistra Europea è quella contro la Costituzione europea. L'11 ottobre 2004 tutti i partiti de L'Ulivo decidono di allargare la coalizione all'Italia dei Valori e a Rifondazione Comunista e danno vita alla Grande Alleanza Democratica (GAD). Contestualmente la neonata GAD decide di tenere delle elezioni primarie per trovare un proprio capo politico «entro febbraio» 2005.

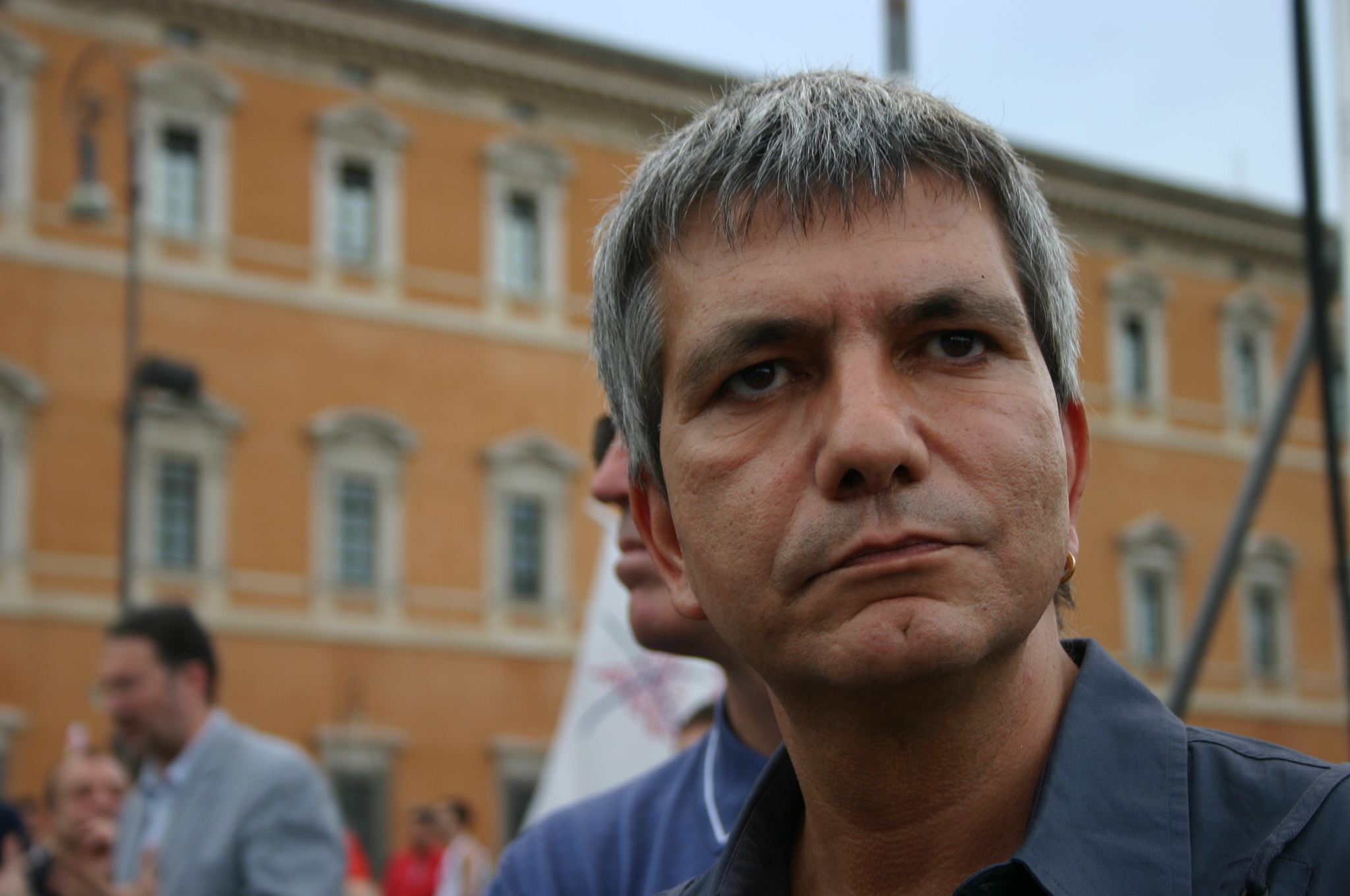
Nichi Vendola, primo presidente comunista della regione Puglia

Durante l'autunno 2004 Bertinotti incomincia un duro braccio di ferro con la GAD per imporre la candidatura di Nichi Vendola a presidente della regione Puglia in alternativa a quella dell'esponente de La Margherita, Francesco Boccia.
Il 20 dicembre si arriva al compromesso di organizzare delle elezioni primarie in Puglia tra Boccia e Vendola per il 16 gennaio 2005. A sorpresa vince Vendola, seppur di stretta misura e nonostante il fatto che tutti gli altri partiti del centrosinistra, compreso il PdCI, si fossero schierati col suo rivale. Due giorni dopo la GAD a Roma decide di rinviare le primarie nazionali a maggio. Bertinotti lancia con decisione la sua candidatura mentre si aggiungono anche quelle di Alfonso Pecoraro Scanio e di Antonio Di Pietro. Nel mezzo si svolgono le regionali in 14 regioni il 3 e il 4 aprile e un nuovo cambio di nome: la GAD diventa L'Unione. L'Unione vince in 12 regioni su 14, compresa la Puglia con Vendola, che diventa il primo presidente di regione della storia del PRC. In ottobre la partecipazione alle elezioni primarie per il candidato de L'Unione alla presidenza del Consiglio è superiore di sette volte rispetto ai pronostici, ma Bertinotti arriva secondo dietro Prodi, raccogliendo 631.592 voti, ovvero il 14,7% dei votanti, un risultato che viene giudicato dagli analisti leggermente negativo, creando ulteriori malumori nell'opposizione del partito. Dal 2004 il PRC si ritrova diviso su numerose questioni e Bertinotti riesce a far passare le sue proposte in DN e CPN con margini ristretti. 
In un simile clima il VI Congresso si pone come un vero e proprio regolamento di conti fra correnti. 
Nel CPN del 30 e 31 ottobre la maggioranza decide di andare a un Congresso a mozioni contrapposte, scontentando L'Ernesto che chiedeva un Congresso a tesi emendabili.
Il CPN del 20 e 21 novembre licenzia cinque documenti congressuali, rappresentativi delle cinque anime del partito. La mozione congressuale (L'alternativa di società) di Bertinotti ottiene il 59% dei voti. La tesi vincente dei bertinottiani si presenta in forma molto snella e conferma tutte le svolte degli ultimi anni. I Congressi di circolo si giocano in un clima teso e di sospetto perché le minoranze denunciano un aumento imprevisto ed eccessivo di tesserati che a loro dire servono a far vincere agilmente il Congresso a Bertinotti.

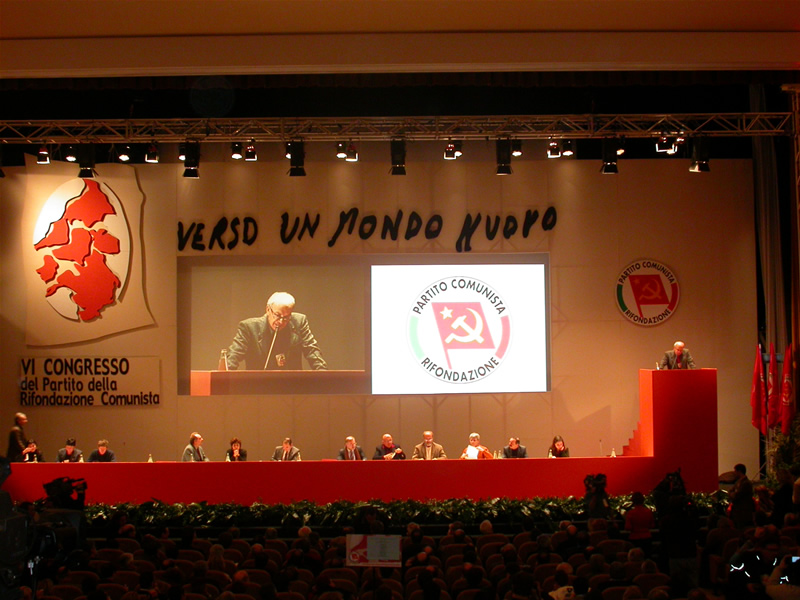
Bertinotti interviene durante il VI Congresso di Rifondazione Comunista

Il 3 marzo al Palazzo del Cinema del Lido di Venezia si apre quello che verrà da molti ricordato come il Congresso più violento del PRC. Bertinotti può contare su 409 delegati, Grassi su 181, Ferrando e Malabarba su 45 ciascuno e Bellotti su 11. Bertinotti apre assicurando che è l'ultima volta che si fa eleggere segretario e che punta a un «ricambio generazionale» con i giovani che non hanno conosciuto il PCI o DP. Negli stessi giorni del congresso Pietro Ingrao e Pietro Folena (DS) si avvicinano a Rifondazione, il primo aderendovi. Bertinotti viene rieletto dal CPN con 143 sì, 85 no e 2 astenuti (30 i non partecipanti al voto), nonostante le quattro minoranze abbiano poi deciso di coalizzarsi quando hanno saputo che la segreteria non sarebbe stata più unitaria (cioè rappresentativa di tutte e cinque le mozioni), ma solo di esponenti vicini al nuovo segretario. In ogni caso il Congresso dà il via libera definitivo al PRC di essere forza di governo in caso di vittoria de L'Unione nel 2006.
Alla fine del 2005 dopo tre legislature viene ripristinata una legge elettorale proporzionale (con premio di maggioranza), da sempre gradita al PRC, ma questa volta con liste bloccate. Il CPN del PRC a maggioranza approva le candidature del partito, tra cui vari indipendenti, come Francesco Caruso, noto capo politico dei no-global; e Vladimir Luxuria. Alle minoranze (rappresentative di oltre il 40,5 del partito) vengono anche assicurati nove candidati sicuramente vittoriosi pari al 14% degli eletti totali. Trova posto in Senato anche Marco Ferrando, capofila della minoranza troskista. La candidatura di Ferrando fa più discutere perché questi dichiara in una intervista al Corriere della Sera di stare dalla parte dei resistenti iracheni anche quando sparano contro gli italiani. La segreteria nazionale esclude allora Ferrando dalle elezioni, sostituendolo con la pacifista Lidia Menapace.
Alle elezioni politiche del 9 e 10 aprile L'Unione ottiene una vittoria di misura e Rifondazione Comunista ottiene un grande successo al Senato con il 7,4% mentre alla Camera conferma la sua forza con il 5,8%. Grazie alla nuova legge elettorale Rifondazione è la lista che più ha guadagnato in termini di seggi: 52 in più rispetto al 2001 (41 deputati e 27 senatori). In Basilicata per la prima volta il PRC elegge un senatore e in Sardegna passa dal 4% all'8,2%. Nelle aree metropolitane ottiene risultati migliori che in quelle rurali, ad esempio a Napoli il PRC ha ottenuto il 9,7%. In alcune province il PRC si posiziona come secondo partito de L'Unione, sorpassando La Margherita: è successo a Roma con il 9,4% di preferenze al Senato (7,9% alla Camera), a Livorno che supera il 18%, a Massa con il 15%, a Firenze con l'11%, a Pisa con il 12%, a Perugia e a Lucca con il 10%. Il 19 aprile Fausto Bertinotti viene eletto presidente della Camera dei deputati alla quarta votazione. A seguito della sua elezione il CPN del 7 maggio elegge Franco Giordano nuovo segretario nazionale del partito.

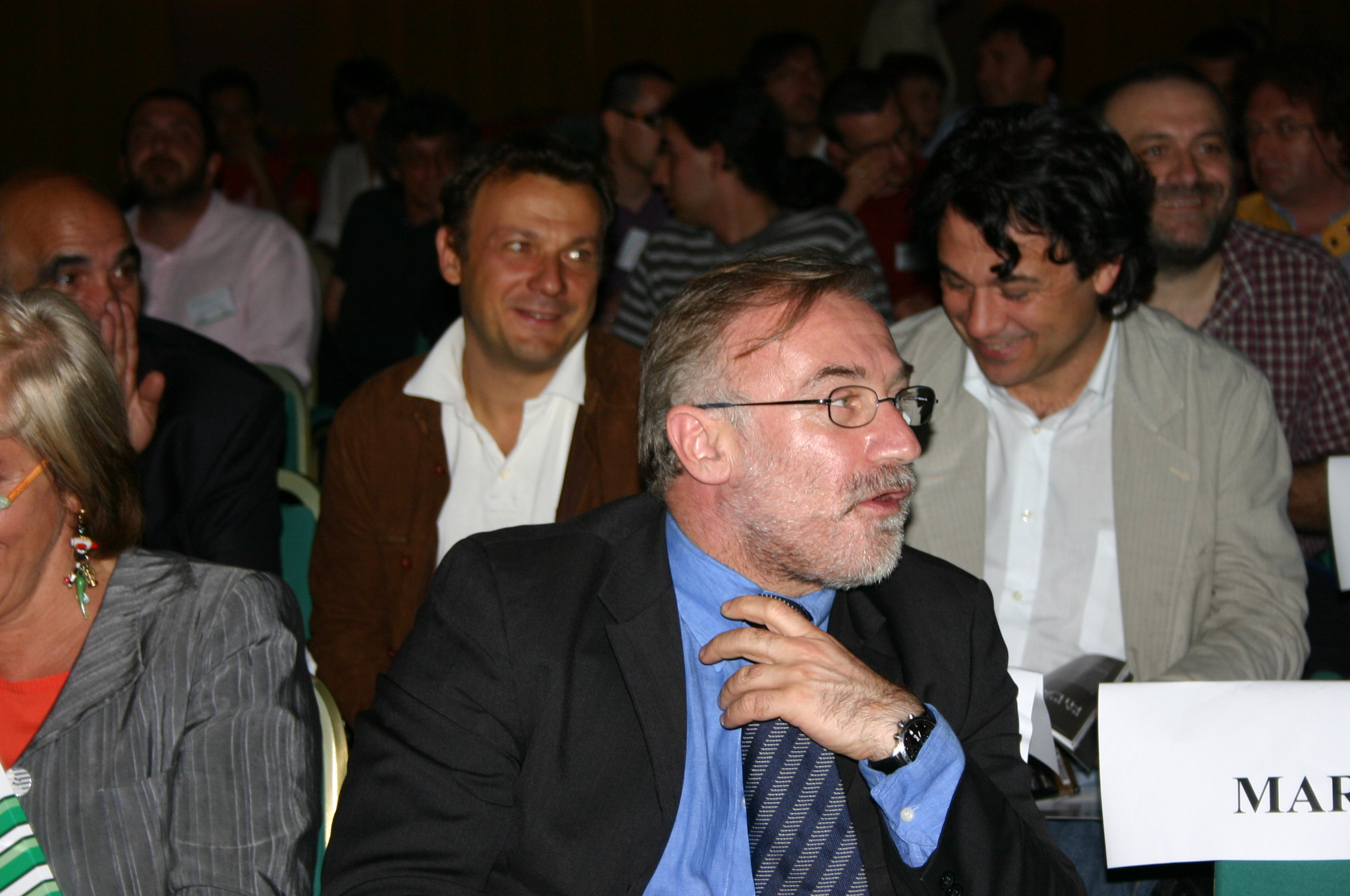
Franco Giordano, terzo segretario della Rifondazione Comunista

L'entrata al governo non piace alla sinistra del PRC, in particolare a Progetto Comunista, la corrente del partito con le posizioni più estreme, contraria alla coalizione de L'Unione e trotskista, il cui portavoce era Marco Ferrando. Nel congresso 2002 raccolse oltre l'11% dei consensi presentandosi insieme con il gruppo denominato FalceMartello. Riferimento internazionale dell'area era il Coordinamento per la Rifondazione della Quarta Internazionale, organizzazione trotzkista scissasi dal Segretariato Unificato nel 1997 con sede a Buenos Aires. Al VI Congresso ha ottenuto il 6,5% dei voti. Con la candidatura a parlamentare (poi ritirata dagli organismi dirigenti nazionali del PRC) di Ferrando l'area si divise. Alcuni infatti capeggiati da Francesco Ricci fondarono un nuovo gruppo: il PC-ROL.
Il 22 aprile 2006 il PRC perde l'area Progetto Comunista - Rifondare l'Opposizione dei Lavoratori (poi Partito di Alternativa Comunista), quindi il 18 giugno fuoriesce il gruppo fedele a Ferrando che dà vita al Partito Comunista dei Lavoratori. Infine nel dicembre 2006 il partito perde il gruppo guidato da Luigi Izzo (Progetto Comunista - Area Programmatica, scissosi da Progetto Comunista nel 2003) che prende il nome di Associazione Unità Comunista. Della terza mozione del VI Congresso rimane nel partito solo il gruppo guidato da Marco Veruggio, Alì Ghaderi e Bruno Manganaro che non condividendo la scissione si costituiscono nell'area ControCorrente che dà vita all'Associazione Controcorrente per una Sinistra dei Lavoratori.

### Rifondazione al governo

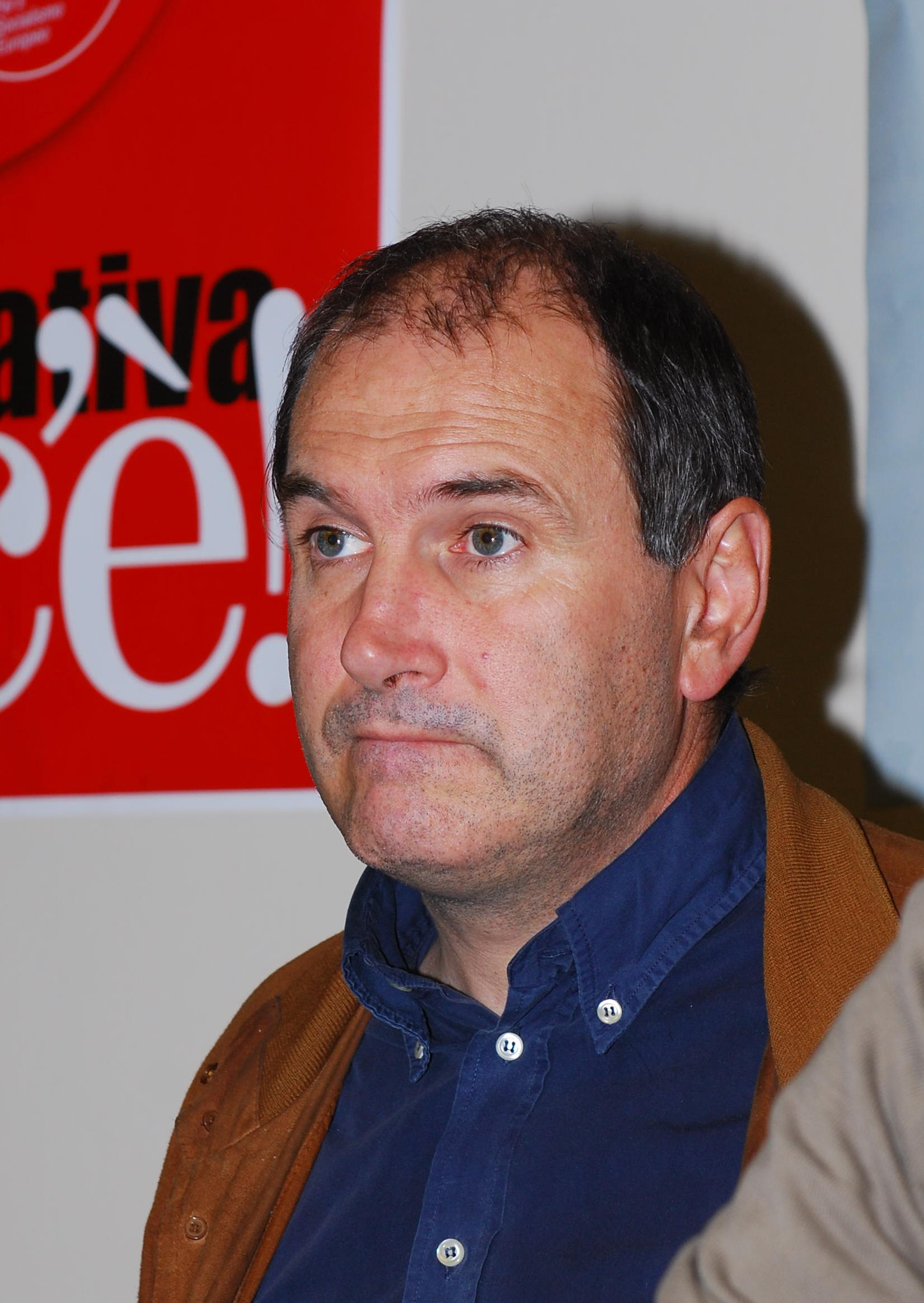
Paolo Ferrero, ministro della solidarietà sociale del governo Prodi II

Il 17 maggio 2006 nasce il governo Prodi II e per la prima volta in quindici anni di vita Rifondazione aderisce direttamente con una sua delegazione a un esecutivo. Unico ministro di Rifondazione è Paolo Ferrero, con delega alla solidarietà sociale. Patrizia Sentinelli è viceministro agli Esteri mentre i sei sottosegretari sono Alfonso Gianni (Attività Produttive), Franco Bonato (Interno), Danielle Mazzonis (Beni Culturali), Donatella Linguiti (Pari Opportunità), Laura Marchetti (Ambiente) e Rosa Rinaldi (Lavoro). Il nuovo presidente del gruppo alla Camera è Gennaro Migliore. Al Senato il capogruppo è Giovanni Russo Spena.
Dopo le elezioni politiche il PRC partecipa alla campagna per il «no» al referendum confermativo della riforma costituzionale del governo Berlusconi che viene sconfitta nelle urne. Successivamente il PRC non vive una fase serena poiché vengono subito al pettine i nodi della difficile convivenza tra le istanze di chi come il PRC si fa portatore di politiche di marcata discontinuità col passato e chi invece preferisce attuare politiche più moderate. Malgrado il programma comune de L'Unione, il PRC percepisce ben presto di essere in difficoltà, stritolata tra lealtà istituzionale (rafforzata dalla delicata presenza di Bertinotti alla presidenza della Camera) e di coalizione e lealtà verso il proprio elettorato di riferimento. Chi maldigerisce la situazione lo manifesta subito e il 19 luglio si dimette da deputato Paolo Cacciari che insieme ad altri membri di minoranza aveva dichiarato di essere pronto a votare contro il rifinanziamento delle missioni all'estero. Nascono i cosiddetti senatori dissidenti che sarebbero poi stati minacciati di espulsione dal segretario Giordano. Le dimissioni di Cacciari vengono però respinte dai suoi colleghi. Poco dopo tornano le manifestazioni di piazza contro la legge finanziaria del 2007 a cui vi partecipano non senza polemiche esponenti di Rifondazione. Per riportare la quiete nel partito a dicembre viene lanciata l'idea di una Conferenza Nazionale di Organizzazione per la fine di marzo del 2007 nell'intento di svolgere delle assemblee di partito di ogni grado come in un congresso, dove poter però verificare lo stato di salute del partito stesso.
Il 21 febbraio 2007 Prodi si dimette e segue una crisi di una settimana, causata dalla mancata approvazione al Senato dell'ordine del giorno sulla politica estera. La bocciatura avviene sostanzialmente per il mancato appoggio di tre senatori a vita, ma non erano mancate le strumentalizzazioni per la non partecipazione al voto del senatore di Rifondazione e storico esponente dell'area Sinistra Critica Franco Turigliatto, uscito polemicamente dall'aula insieme al senatore Fernando Rossi. Il senatore viene quindi sanzionato con la pena massima dell'allontanamento dal partito per due anni (art. 52 dello statuto del PRC). Turigliatto decide dunque le sue dimissioni da senatore inviando una lettera al presidente Marini, ma poco tempo dopo ritira le sue dimissioni (dopo che un'assemblea della sua corrente glielo aveva richiesto) e conserva dunque il seggio in Senato. È comunque una svolta perché da un lato la parte più radicale del PRC solidarizza con Turigliatto ritenendo eccessivo il ricorso all'allontanamento e allargando il divario con la maggioranza bertinottiana mentre dall'altra quest'ultima capisce che è dura se non impossibile continuare a stare al governo (nel frattempo ripresosi) con tali agitazioni interne ed esterne. Così dopo dieci mesi di silenzio Bertinotti decide di riprendere in mano la situazione e di proporre una soluzione, lanciando il 25 febbraio dalla prima pagina di Liberazione l'idea di riunire la sinistra per rafforzarla, cosa che Rifondazione voleva in verità già concretizzare con la fondazione della sezione italiana della Sinistra Europea. La novità consiste però nel non escludere il PdCI, come finora era accaduto, ponendo l'idea di un'unità generica che non implichi il Partito della Sinistra Europea come da anni chiedeva il partito di Diliberto.
Alla Conferenza di Organizzazione le minoranze interne al partito pongono alcune questioni critiche: Essere Comunisti si spacca e l'area de L'Ernesto (dal nome della rivista, erede dell'esperienza di Interstampa) si organizza autonomamente. Sinistra Critica, chiamata anche Erre (dalla rivista), che aveva come capo politico l'ex senatore Luigi Malabarba ed erede della corrente fondata da Livio Maitan Bandiera Rossa (dal nome della rivista) e contraria già nel 2004 all'entrata del PRC in un possibile governo di centrosinistra l'11 giugno inizia il percorso politico che porta alla fuoriuscita dal partito (essa sarà poi formalizzata l'8 dicembre). Il riferimento internazionale della corrente (che sostiene la scissione dal PRC) è il Segretariato Unificato della Quarta Internazionale, una delle maggiori organizzazioni internazionali trotzkiste. Nell'ultimo Congresso a cui si era presentata si era attestata al 6,5%. Si vanno delineando due tendenze, una legata alla volontà di Bertinotti di lavorare per un nuovo partito di sinistra che nasca dalla fusione dei partiti a sinistra del costituendo Partito Democratico e superando così il PRC, ma anche la stessa sezione italiana della Sinistra Europea, la quale vede la luce il 17 giugno e altri esponenti della maggioranza interna, più vicini al segretario Giordano; e le minoranze seppur con diversi accenti, che preferiscono una prospettiva di confederazione che concretizzi l'unità a sinistra, ma senza arrivare a uno scioglimento dei partiti esistenti.
Alle amministrative del 2007 Rifondazione subisce varie sconfitte passando mediamente dal 6% al 4% e perdendo alle provinciali circa 30.000 voti. Il 9 giugno "fallisce" a Roma un presidio indetto insieme alle altre forze della sinistra di governo contro la visita del Presidente Bush. Tale destino non coglie invece un'analoga manifestazione cui partecipa la maggior parte dei militanti del PRC. I due episodi rafforzano gli antigovernativi di Rifondazione, mettendo a dura prova la linea di maggioranza.

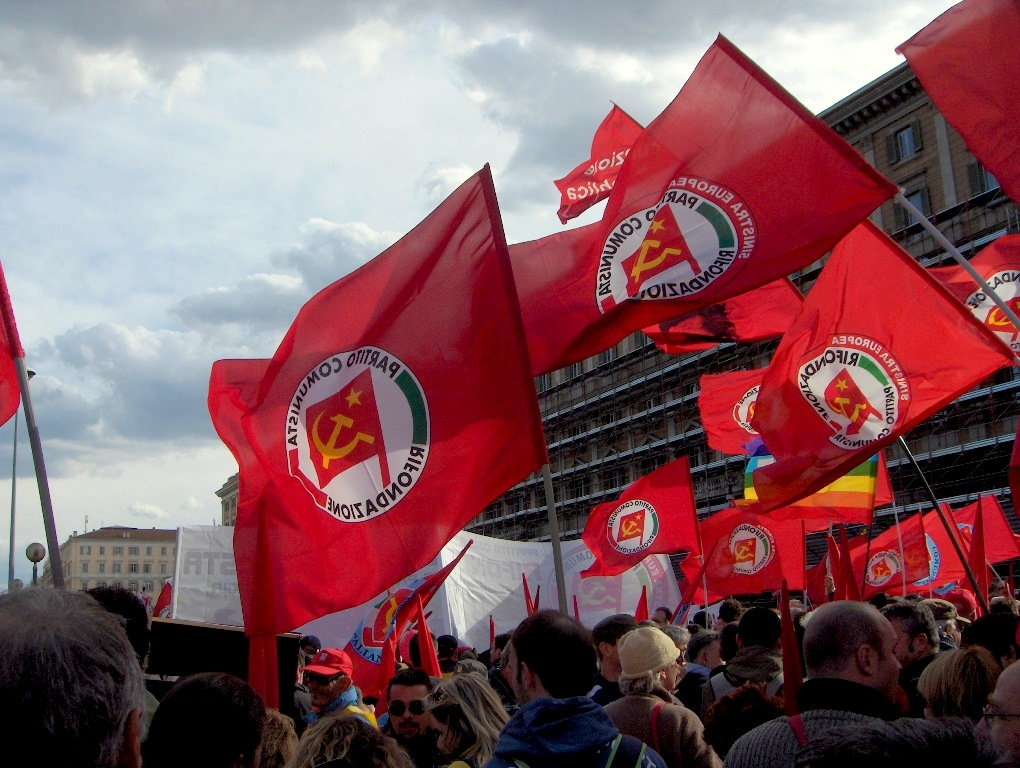
Bandiere del PRC alla manifestazione del 20 ottobre 2007

L'annuncio della nascita del PD per il mese di ottobre favorisce un nuovo avvicinamento tra le formazioni a sinistra dei DS, Rifondazione innanzitutto, ma anche il PdCI, i Verdi e Sinistra Democratica. La necessità di costituire un'azione politica unitaria che raccolga le istanze della sinistra italiana approda nella creazione di un «cantiere per l'unità a sinistra».
Il partito, dai vertici fino a un gran numero di strutture e militanti di base, aderisce alla manifestazione nazionale convocata dai giornali Liberazione, il manifesto, Carta e da quindici personalità della sinistra, che si svolge a Roma il 20 ottobre. All'iniziativa, appoggiata da Rifondazione e dal PdCI, partecipano all'incirca un milione di persone, unite nella richiesta di una svolta a sinistra da parte del governo Prodi, soprattutto sul tema del lavoro e delle pensioni. Dopo alcuni mesi il cantiere della sinistra, definito giornalisticamente Cosa Rossa, ha una forte accelerazione e culmina l'8 e 9 dicembre con l'Assemblea della Sinistra e degli Ecologisti, durante la quale viene varata la nuova federazione La Sinistra l'Arcobaleno che vede uniti sotto un unico simbolo i quattro partiti di PRC, PdCI, SD e Verdi.
A gennaio 2008 cade il governo Prodi in seguito al mancato ottenimento della fiducia in Senato per il voto contrario dei Popolari UDEUR e di altri senatori. Il PRC si dichiara disponibile alla formazione di un governo istituzionale che possa modificare la legge elettorale vigente, pur affermando la propria contrarietà alla formazione di nuove maggioranze che includano i partiti della Casa delle Libertà. In un'intervista Franco Giordano dichiara che non sarebbero state più possibili alleanze con il centro moderato, definito trasformista.
La campagna elettorale parte il 9 febbraio in corrispondenza dell'assemblea delle lavoratrici e dei lavoratori tenutasi a Torino presso il Parco della Pellerina.

### Fuori dal Parlamento e sconfitta delBertinottismo
Il PRC si presenta nel cartello della Sinistra l'Arcobaleno, guidato da Fausto Bertinotti come candidato premier, per la prima volta senza la falce e il martello. Il progetto registra un clamoroso insuccesso, travolto dal bipolarismo accentuato fra il PD e il Popolo della Libertà, da un marcato astensionismo e da un'emorragia di voti verso formazioni di diversa natura. Ottiene soltanto il 3% dei voti (insufficienti ad eleggere parlamentari), lasciando così PRC, PdCI, Verdi e SD senza alcuna rappresentanza parlamentare nazionale. Bertinotti, come annunciato già in apertura di campagna elettorale, dichiara la sua indisponibilità ad assumere altri incarichi di direzione politica. Il 19 aprile il segretario Giordano si presenta dimissionario rimettendo il proprio mandato al CPN che affida la guida del PRC a un Comitato di Gestione composto da 12 persone (il portavoce è individuato in Maurizio Acerbo), incaricato di traghettare il partito verso il VII Congresso. L'ex maggioranza bertinottiana di Venezia si presenta divisa su tre documenti distinti, di cui uno, Disarmare Innovare Rifondare, non dà mai vita a una corrente per bocca del suo stesso promotore Walter De Cesaris, ex coordinatore della segreteria uscita dal Congresso di Venezia. Altro esponente di spicco del documento congressuale era Franco Russo, che aveva presentato un documento analogo al CPN del 20 aprile. L'area proponeva di celebrare un Congresso non deliberativo, ma di riflessione sulla sconfitta e che attraverso una gestione collegiale eviti spaccature e frazionismi. Ha raccolto appena l'1,52% dei voti congressuali contribuendo all'approvazione del documento finale del Congresso (pro-Ferrero), ma non votando per l'elezione del segretario in CPN.

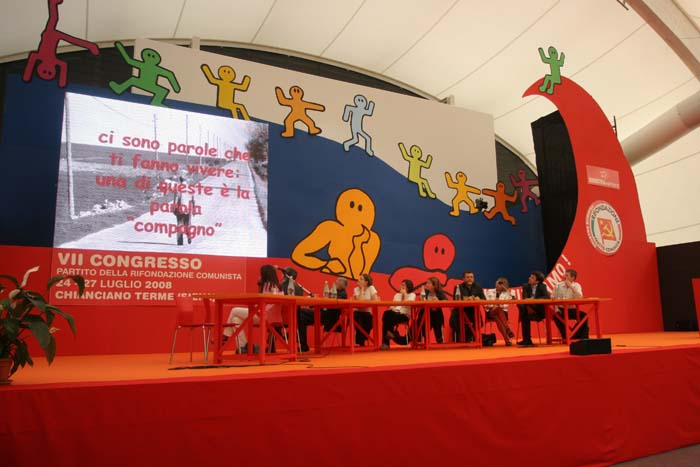
Il VII Congresso a Chianciano

Il VII Congresso si svolge a Chianciano Terme dal 24 al 27 luglio con cinque mozioni che dimostrano l'esistenza di un forte dibattito interno, alla luce delle scelte maturate negli ultimi anni dal partito. Lo scontro per la segreteria è tra Nichi Vendola, sostenuto dalla parte più consistente della vecchia dirigenza del partito, la maggior parte dei cosiddetti ex bertinottiani; e l'ex ministro Paolo Ferrero (anche lui sostenuto in parte da alcuni ex bertinottiani, favorevoli però a una profonda autocritica rispetto alla passata gestione del partito). Il primo ritiene che si debba proseguire con gli sforzi per costruire un nuovo soggetto politico della sinistra mentre il secondo sostiene che bisogna ripartire dalla difesa del PRC e del suo progetto originario.
All'inizio del Congresso la mozione Vendola si presenta con la maggioranza relativa, ma lo scontro si acuisce nei giorni di dibattito mentre le minoranze si coalizzano attorno alla linea di Ferrero che, il 27 luglio, viene approvata con il 53% dei voti (342 delegati su 646). Lo stesso giorno Ferrero viene proclamato segretario con il 51% dei voti (142 su 280). Il risultato viene raggiunto a seguito di un accordo fra la mozione Ferrero-Grassi (che da sola si presentava con il 40,3%), L'Ernesto di Fosco Giannini (7,7%) e i trotskisti di FalceMartello (3,2%) guidati da Claudio Bellotti. Il neosegretario Ferrero spiega che l'accordo è fondato su tre elementi: «Rifondazione c'è oggi e domani; rilancio di un'opposizione sociale al governo Berlusconi; maggiore autonomia dal Partito Democratico». Per la prima volta la dirigenza bertinottiana è in minoranza.

#### Svolta a sinistra e scissione di Rifondazione per la Sinistra
Il 13 settembre vengono eletti i nuovi organismi dirigenti del partito. La nuova gestione del partito si propone di dar vita a una stagione di lotta che porti di nuovo il Partito della Rifondazione Comunista nelle strade e nelle piazze: il PRC si schiera a fianco delle rivendicazioni studentesche contro i provvedimenti del Ministro dell'Istruzione Mariastella Gelmini e delle lotte sindacali come lo sciopero generale indetto dalla sola CGIL il 12 dicembre. Significativo è stato anche l'apporto dato alla raccolta firme per il referendum sul lodo Alfano. Nonostante gli inviti a una gestione unitaria del partito, la neonata minoranza vendoliana Rifondazione per la Sinistra (RpS), entra in conflitto con la maggioranza accusata di voler fare tabula rasa delle rielaborazioni attuate durante la segreteria di Bertinotti. In modo particolare da settembre si apre un conflitto molto duro intorno a Liberazione che secondo la maggioranza non corrisponde minimamente alla linea del partito, configurandosi come voce della minoranza vendoliana. Motivando il provvedimento con la crisi di vendite, la dirigenza del partito sostituisce il direttore Piero Sansonetti durante la DN del 12 gennaio 2009. La risposta della minoranza è immediata: 25 membri su 28 di RPS si dimettono dalla DN e inizia il percorso, più volte rallentato o negato, di una scissione per perseguire il progetto della costituente della sinistra, in sintonia con Sinistra Democratica.
Il 21 gennaio Vendola annuncia a titolo personale la sua uscita da Rifondazione, in attesa che altri facciano altrettanto durante il seminario di Rifondazione per la Sinistra a Chianciano il 24 e 25 gennaio. Il 24 gennaio infatti si ufficializza la scissione dal PRC. I principali esponenti della Rifondazione per la Sinistra che aderiscono al neo Movimento per la Sinistra (MpS) sono Franco Giordano, Gennaro Migliore, Alfonso Gianni e il capo politico Nichi Vendola. Come preannunciato i principali esponenti che avevano aderito alla mozione di Vendola che rimangono invece all'interno di Rifondazione sono l'ex vicepresidente del Senato Milziade Caprili, l'europarlamentare Giusto Catania e Augusto Rocchi con lo scopo proseguire le battaglie di Rifondazione per la Sinistra. Fausto Bertinotti ha annunciato che non avrebbe rinnovato la propria iscrizione al PRC, ma che non avrebbe aderito nemmeno al Movimento per la Sinistra, dando comunque l'appoggio a questo soggetto. Secondo il PRC ad abbandonare il partito con Vendola sono tra gli otto e i diecimila iscritti.

### Dalla Federazione della Sinistra a Rivoluzione Civile

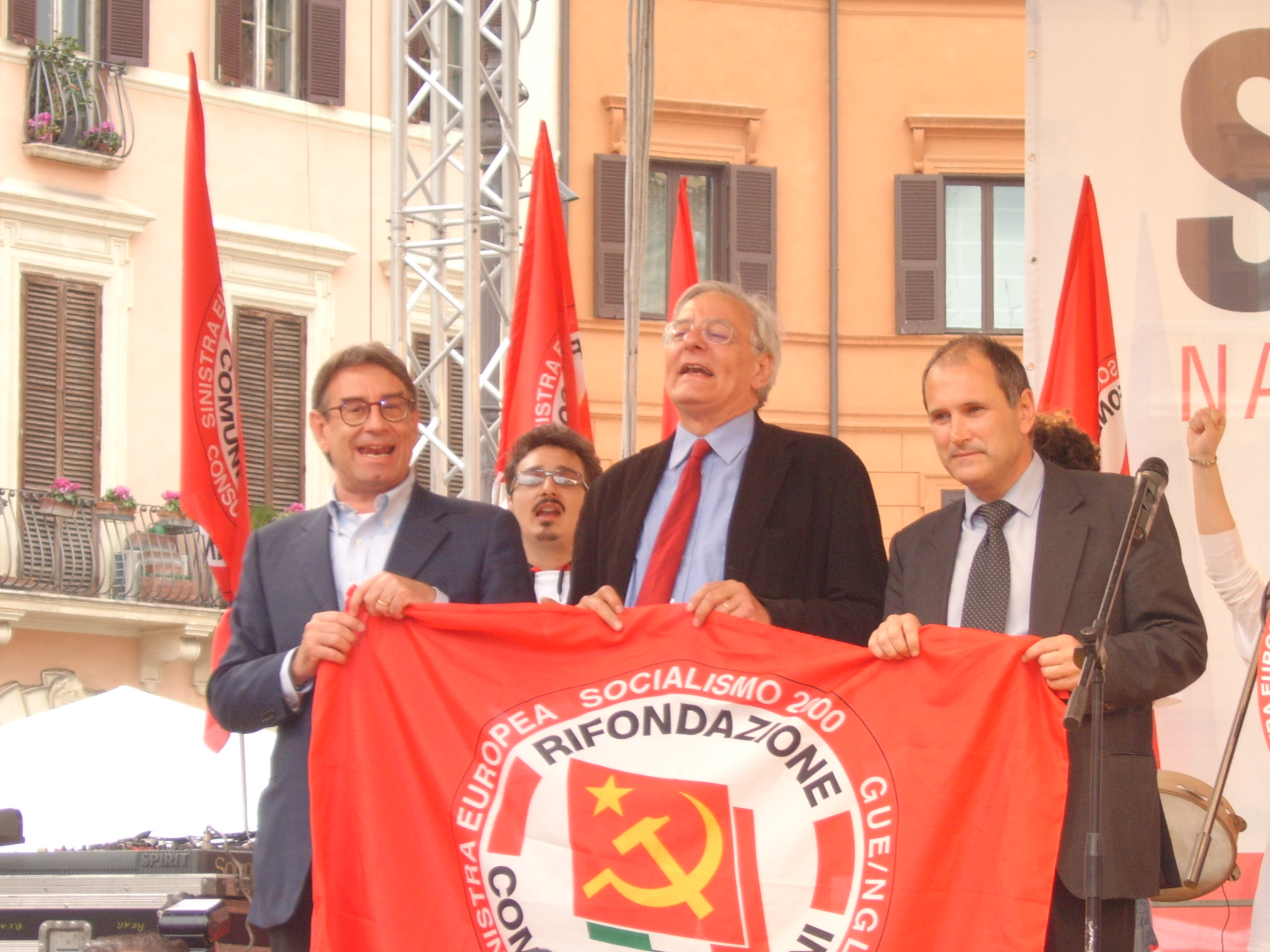
Ferrero, assieme a Oliviero Diliberto e Cesare Salvi, all'inaugurazione della campagna elettorale per la Lista Anticapitalista

In seguito all'approvazione dello sbarramento al 4% per l'elezione al Parlamento europeo il PRC ha intensificato i contatti per la creazione di una lista anticapitalista e comunista, proponendo l'apertura ad altre soggettività facenti riferimento al gruppo Sinistra Unitaria Europea/Sinistra Verde Nordica. L'intesa viene raggiunta con i Comunisti Italiani, da tempo fautori di un'unità dei comunisti, ma non con Sinistra Critica, che dopo una lunga trattativa ha rifiutato l'alleanza per divergenze sul simbolo e le candidature ed ha rinunciato a presentarsi alle Europee. Il 7 marzo al Teatro Carcano di Milano viene organizzata un'assemblea alla presenza di Lothar Bisky e di Alexis Tsipras, con la presenza dell'eurodeputato Vittorio Agnoletto, per lanciare la lista di sinistra in Italia.
Il 28 marzo viene annunciato che PRC, PdCI, Socialismo 2000 e Consumatori Uniti, si sarebbero presentati in una lista unica, dando così concretezza alla proposta della DN del PRC dell'11 febbraio precedente «di promuovere una lista da presentare alle prossime elezioni europee che, partendo dalla presentazione del simbolo di Rifondazione Comunista-SE, condivida la scelta di appartenenza al GUE-NGL, unisca tutte le forze anticapitaliste, comuniste, di sinistra, sulla base di contenuti alternativi al progetto di Trattato di Lisbona e all'impostazione neoliberista e militarista dell'Unione Europea». Sembra quindi concretizzarsi un embrione della costituente comunista già invocata in passato da PRC e PdCI, oltre che da numerosi altri gruppi. Particolarmente rilevante è stato l'impegno profuso dal PRC per la manifestazione nazionale della CGIL del 4 aprile che ha visto la partecipazione di quasi tre milioni di persone secondo gli organizzatori. All'intervista di Fausto Bertinotti che ha dichiarato il suo sostegno alla lista Sinistra e Libertà e ha auspicato un «big bang» della sinistra italiana, ha risposto il segretario Paolo Ferrero affermando che l'idea del «tanto peggio tanto meglio» rischia di cancellare la sinistra italiana stessa. Alle elezioni europee la Lista Comunista e Anticapitalista (di cui fa parte Rifondazione) ottiene il 3,40%, venendo quindi esclusa dal Parlamento europeo. Ferrero presenta le dimissioni da segretario che vengono respinte dal CPN.

#### Il percorso unitario della Federazione della Sinistra

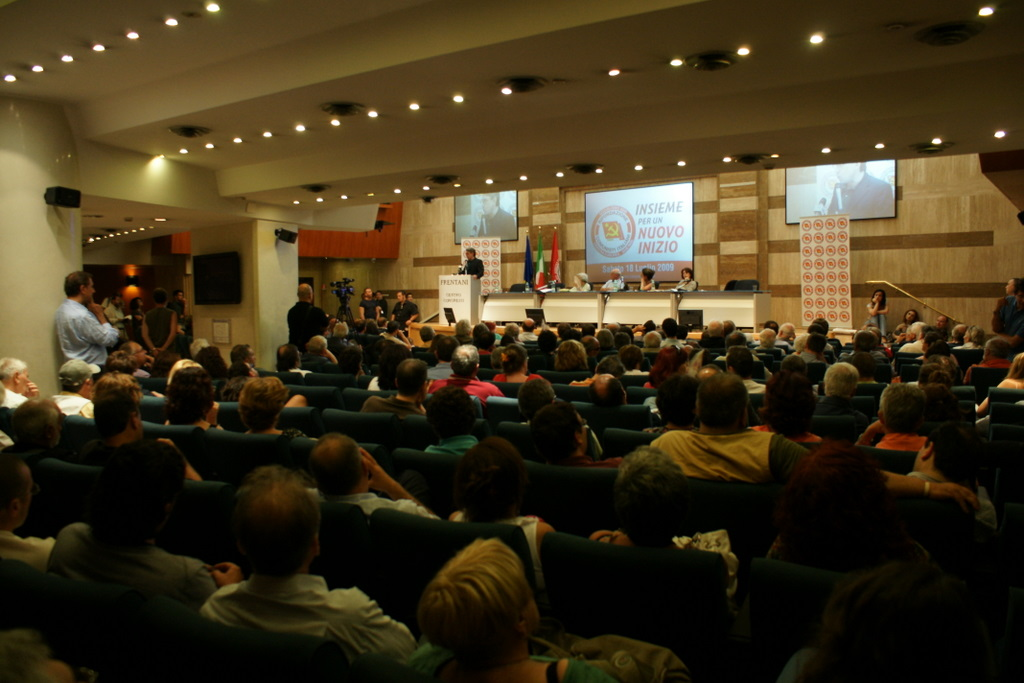
Congresso fondativo della Federazione della Sinistra

Si procede intanto alla ricomposizione della frattura avvenuta nel 1998 con il PdCI e il 18 luglio nasce la Federazione della Sinistra, che riunisce le formazioni che si erano presentate alle elezioni europee con la Lista Comunista (esclusi i Consumatori Uniti che si erano tirati indietro già prima del voto). In seguito all'attentato contro le truppe italiane in Afghanistan Rifondazione Comunista e la Federazione della Sinistra chiedono il ritiro dei militari impegnati nella missione, giudicata come un'occupazione piuttosto che come opera di mantenimento della pace. Quando la Corte costituzionale boccia il Lodo Alfano il PRC chiede le dimissioni del presidente del Consiglio Berlusconi, stigmatizzandone inoltre le dichiarazioni con cui accusava i giudici dell'Alta corte di essere di parte. Nel settembre 2009 Augusto Rocchi e Rosa Rinaldi dell'area Rifondazione per la Sinistra entrano in segreteria nazionale. Contestualmente ne esce Claudio Bellotti di FalceMartello il quale mantiene però la direzione dei dipartimenti che gli erano stati affidati. Il 27 ottobre in una conferenza stampa congiunta con Antonio Di Pietro il PRC aderisce ufficialmente alla manifestazione contro Berlusconi prevista per il 5 dicembre.
Cinque giorni dopo l'elezione di Pier Luigi Bersani a segretario del PD quest'ultimo il 30 ottobre ha un incontro con i rappresentanti dei partiti impegnati a costruire la Federazione della Sinistra (Ferrero per il PRC, Diliberto per il PDCI, Salvi per Socialismo 2000 e Gian Paolo Patta per l'associazione 23 marzo Lavoro è Solidarietà). Al termine di tale incontro si giunge alla conclusione da molti preventivata dell'impossibilità di un'alleanza di governo tra PD e Federazione della Sinistra mentre convergenze sono state giudicate possibili a livello locale. Si parla anche dell'apertura di un confronto su «il tema della democrazia e di una nuova legge elettorale» da un lato e su «crisi economica e sociale» dall'altro.
Il 3 dicembre viene annunciata la nascita della Federazione della Sinistra che viene lanciata il mattino del 5 dicembre con un'assemblea a Roma.
A seguito degli scandali della cosiddetta loggia P3, il segretario Paolo Ferrero ha rilanciato una manifestazione nazionale per chiedere le dimissioni del governo e un'alleanza elettorale nazionale per superare il bipolarismo. Ha però nuovamente negato la possibilità di accordi di governo.

#### Elezioni amministrative e referendum del 2011
Alle elezioni amministrative del 2011 il PRC si ripresenta quasi ovunque e dove possibile col PdCI come Federazione della Sinistra, guadagnando il 4,2%. Nonostante il calo d'attenzione mediatica denunciata da Ferrero nei video «Invisibile imperdibile», l'alleanza PRC-PdCI accresce il proprio consenso di più di un punto percentuale rispetto ai risultati dell'anno precedente.
Dopo le elezioni il PRC si schiera attivamente a favore dei referendum abrogativi su acqua, nucleare e giustizia che riscuotono successo.
In seguito viene avviato il percorso che dovrebbe portare il partito a celebrare il suo prossimo Congresso in dicembre.

#### L'VIII Congresso e la fine della Federazione della Sinistra

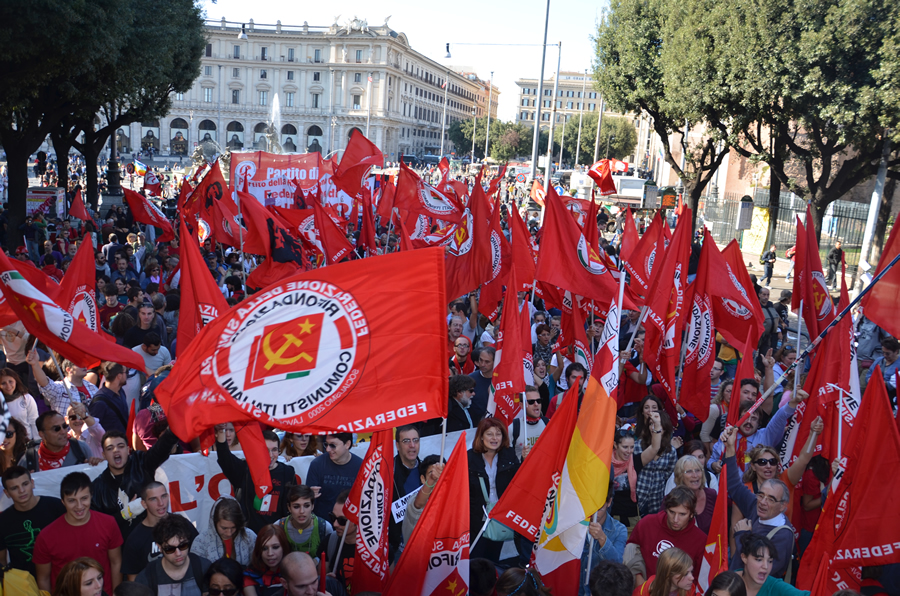
Manifestazione nazionale della Federazione della Sinistra nel 2011

Nell'autunno 2011, qualche mese dopo la scissione de L'Ernesto (confluito nel PdCI per contribuire all'unità dei comunisti), si tiene l'VIII Congresso del partito, articolato sulla discussione di tre documenti. Il primo documento (Unire la sinistra d'alternativa, uscire dal capitalismo in crisi) è frutto del compromesso tra la maggioranza delle aree interne al partito: l'area di Paolo Ferrero, l'area di Walter De Cesaris (che aveva presentato un documento in antitesi sia a Ferrero che a Vendola durante il precedente Congresso), l'area Essere Comunisti di Claudio Grassi, l'area Sinistra Comunista di Gianluigi Pegolo e persino l'area Rifondazione per la Sinistra, che al precedente congresso aveva sostenuto la candidatura a segretario di Nichi Vendola. Questa mozione ha ottenuto l'81,29 % dei consensi da parte degli iscritti, una percentuale che non era stata raggiunta in nessun passato congresso del partito. Centrale nel documento è la proposta politica di un fronte democratico contro le destre, da attuarsi nella forma di un accordo elettorale (ma non politico o di governo) per battere Silvio Berlusconi e far tornare i comunisti in parlamento senza essere legati a un futuro governo di centrosinistra. Il secondo documento (Per il partito di classe), sostenuto dalle aree FalceMartello e Controcorrente, auspica la creazione di un polo politico che rappresenti gli interessi della classe lavoratrice e che sia totalmente autonomo dal centrosinistra. Ha ottenuto il 13,39% dei voti durante il Congresso. Il terzo documento (Comunisti\e per l'opposizione di classe e l'alternativa di sistema. Contro le destre, alternativi al centro-sinistra e fuori dai diktat della banca centrale europea) è sostenuto dall'area La Città Futura (inizialmente nota come Comunisti Insieme), nata da una scissione della precedente area Sinistra Comunista (che al precedente congresso aveva proposto un documento politico in antitesi sia a Ferrero che a Vendola). Questa mozione si propone di unire i comunisti in Italia grazie a una comunione di intenti, soprattutto l'alternatività al centrosinistra. Ha raccolto il 5,32% dei consensi durante il Congresso, risultando però maggioranza assoluta nelle federazioni di Campobasso e Vibo Valentia.
Durante i lavori del Congresso è avvenuta la caduta del governo Berlusconi IV, costringendo tutti i documenti contrapposti di Rifondazione a una profonda riflessione sui propri contenuti. Il segretario nazionale Paolo Ferrero (tra i maggiori sostenitori del primo documento) ha dichiarato che avrebbe sostenuto le idee del fronte democratico e di elezioni anticipate fino a un secondo prima dell'insediamento del governo di Mario Monti. Avvenuta la creazione del nuovo governo, Rifondazione è stata fin dall'inizio molto critica con esso, ponendosi tra le forze d'opposizione (seppur esterna al parlamento). Dopo la fase di dibattito nelle varie federazioni locali il Congresso nazionale vero e proprio si è tenuto a Napoli tra il 2 e il 4 dicembre. Durante i lavori Ferrero (riconfermato segretario) ha dichiarato: «Vent'anni fa ci avevano spiegato che il capitalismo era il migliore dei mondi possibili, la fine della storia. A distanza di vent'anni vediamo che il capitalismo non è in grado di superare la sua crisi e sta rapidamente aggredendo diritti sociali e democrazia [...] Noi dobbiamo costruire proposte alternative: l'opposizione al governo Monti va fatta controproponendo ad ogni cosa che propone Monti un'altra possibilità».
Il 2012 è segnato da una netta opposizione al governo Monti che sfocia nella manifestazione indetta per il 12 maggio dalla Federazione della Sinistra a Roma e in un aumento dei consensi nelle elezioni amministrative dello stesso anno, ottenendo una media nazionale pari al 4,2% dei consensi. I soggetti componenti della FdS, dopo aver sostenuto insieme ad Italia dei Valori, SEL, Verdi e FIOM referendum per abolire la diaria dei parlamentari, ripristinare l'articolo 18 originario e abrogare l'articolo 8 della finanziaria 2011 che consente alle aziende di derogare i contratti collettivi nazionali con aziendali o territoriali e promossone altri due con la FIOM per cancellare la riforma delle pensioni Fornero, hanno assunto posizioni diverse in relazione alle primarie del centrosinistra organizzate da PD, PSI, SEL e CD. Il PRC si considera lontano dalle posizioni del centrosinistra mentre il PdCI vi prende parte sostenendo Nichi Vendola al primo turno e Pier Luigi Bersani al ballottaggio. I vari avvenimenti sanciscono lo sciogliersi ufficiale della Federazione della Sinistra.

#### Esperienza di Rivoluzione Civile e il IX Congresso

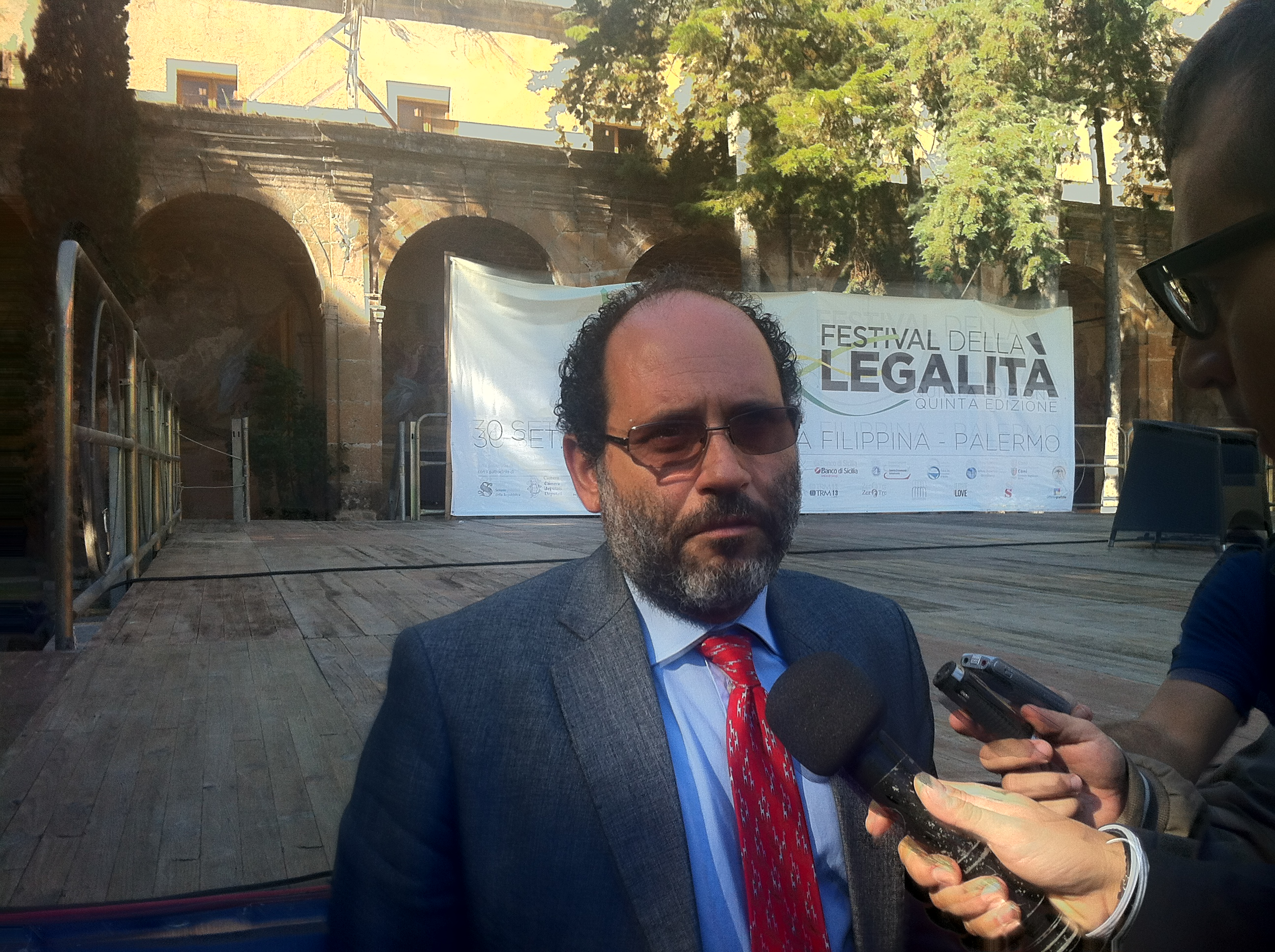
Antonio Ingroia, capo politico di Rivoluzione Civile, lista elettorale a cui Rifondazione ha preso parte per le elezioni politiche del 2013.

Nel dicembre 2012 il PRC è tra i promotori di diverse iniziative politiche pubbliche tese a costruire un polo di sinistra in grado di presentarsi autonomamente alle elezioni politiche del 2013. In particolare lo è dell'assemblea Cambiare si può del 1º dicembre insieme ad ALBA e al Movimento Arancione, in cui diversi esponenti del panorama intellettuale della sinistra italiana dichiarano l'intenzione di costruire un polo alternativo al centrosinistra. Il 29 dicembre il magistrato Antonio Ingroia annuncia la sua candidatura a premier alle elezioni politiche del 2013 a capo della coalizione di sinistra Rivoluzione Civile comprendente PRC, PdCI, Verdi, IdV, Movimento Arancione e Nuovo Partito d'Azione..
Fausto Bertinotti per questa tornata elettorale è ritornato a dare il suo sostegno a Rifondazione Comunista e a Rivoluzione Civile. Alle elezioni politiche del 2013 Rivoluzione Civile subisce una pesante débâcle, fermandosi al 2,2% alla Camera e all'1,8% al Senato, non riuscendo così a eleggere alcun candidato al Parlamento. Anche le elezioni regionali tenutesi in tale data si concludono per il PRC con un esito fallimentare in quanto non elegge rappresentanti né in Lombardia (dove si presenta insieme ai Comunisti Italiani nella lista Etico a Sinistra che appoggia il candidato del centrosinistra Umberto Ambrosoli), né in Lazio (dove sostiene Rivoluzione Civile in appoggio al giornalista Sandro Ruotolo) né in Molise (dove sostiene coi Verdi Rivoluzione Democratica in appoggio ad Antonio De Lellis). Per Rifondazione si apre un periodo di crisi e la segreteria del partito rassegna immediatamente le dimissioni, le quali però vengono respinte dal CPN tenutosi tra il 9 e il 10 marzo nel quale viene anche annunciata la convocazione di un Congresso straordinario del partito entro il novembre dello stesso anno.
Rifondazione Comunista celebra il IX Congresso nazionale a Perugia il 6, 7 e 8 dicembre. Esso ribadisce la linea di «avviare un processo costituente, dal basso e democratico, della sinistra di alternativa, che sappia costruire l'alternativa contro questa Europa (disobbedienza ai trattati), le politiche di austerity e il governo Letta. Un processo di aggregazione della sinistra autonomo ed alternativo al centro sinistra e a quel PD che ormai è diventato un partito moderato». Nonostante la vittoria del primo documento, Ferrero chiede e ottiene dai delegati che l'elezione degli organismi esecutivi e del segretario nazionale avvenga nel primo CPN utile nel gennaio del 2014 dopo una consultazione tra i 170 membri del CPN che sono stati eletti dal Congresso, guidata da Mimmo Caporusso, Dino Greco e Giovanna Capelli.
Nel CPN svoltosi l'11 e 12 gennaio Ferrero viene rieletto segretario con 67 voti su 147, dei quali 54 astenuti (Essere Comunisti e FalceMartello), 7 schede bianche e 19 voti per Arianna Ussi, candidata del documento 3. Negli stessi giorni viene eletta la nuova segreteria, composta essenzialmente da ferreriani e in seguito ai risultati del CPN l'area Essere Comunisti lancia in tutta Italia assemblee per avviare una costituente della sinistra.
Senza attendere il congresso, aveva nel frattempo abbandonato il partito l'Associazione ControCorrente per una Sinistra dei Lavoratori critica sulla linea portata avanti da Rifondazione nel corso degli anni.

### Dialogo a sinistra e tentativi di unità

#### Lista unitaria a sostegno di Alexis Tsipras e la ripresa del conflitto sociale

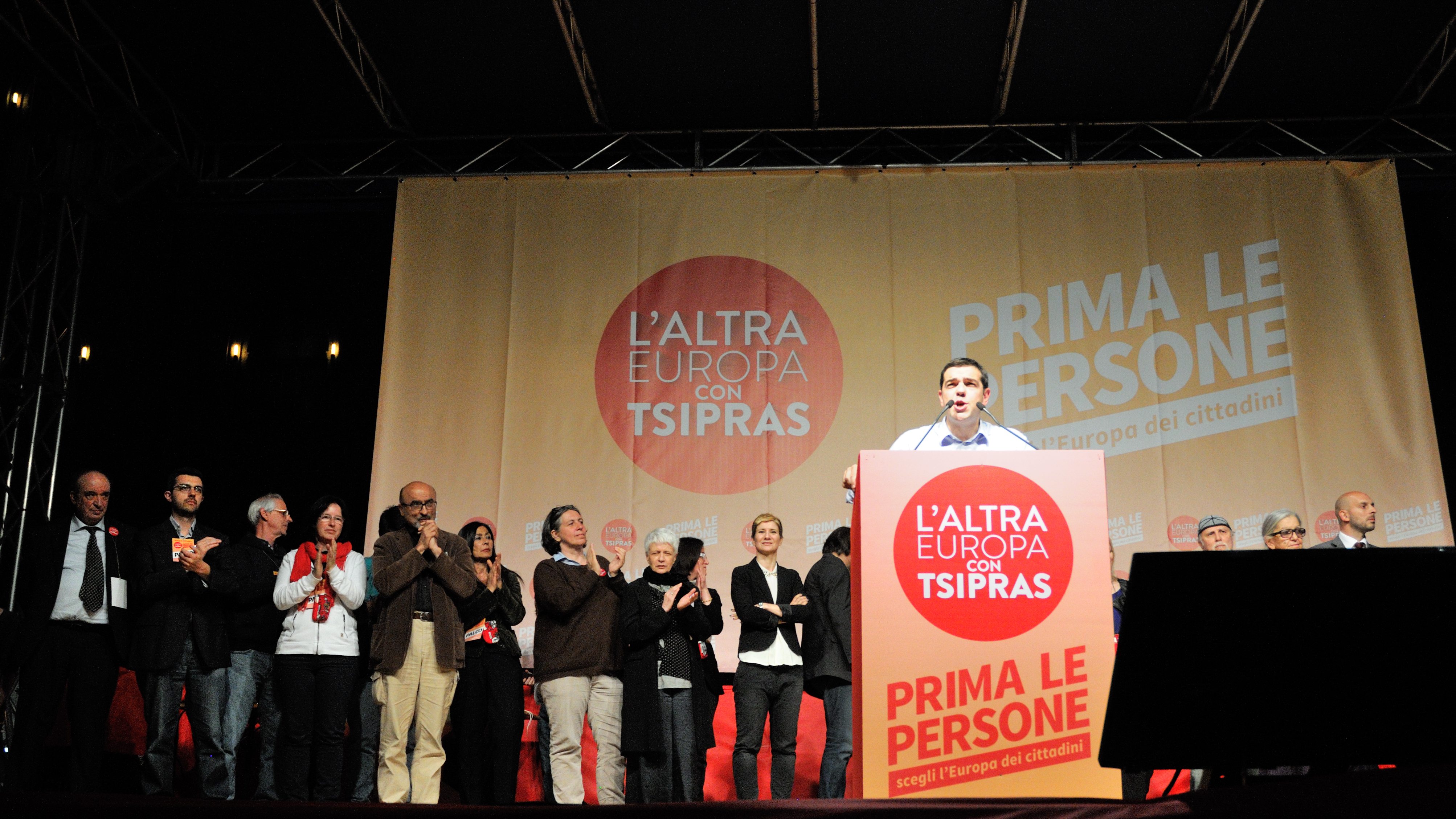
Comizio di Alexīs Tsipras per L'Altra Europa in Piazza Maggiore a Bologna

Nel IV Congresso della SE svoltosi a Madrid dal 13 al 15 dicembre 2013 viene confermata la proposta espressa dal Consiglio dei presidenti della SE di candidare Alexis Tsipras alla presidenza della Commissione europea in vista delle elezioni europee del 2014. Il PRC avvia il processo di costruzione di una lista unitaria della sinistra a sostegno della candidatura di Tsipras, ma questo è rallentato dalle vicende relative all'elezione della nuova segreteria nazionale. Il 17 gennaio in seguito a un appello lanciato su il manifesto da sei intellettuali che formano poi il comitato dei garanti della lista, ovvero Andrea Camilleri, Paolo Flores d'Arcais, Luciano Gallino, Marco Revelli, Barbara Spinelli e Guido Viale, prende corpo ufficialmente l'idea di una lista di sinistra a supporto di Alexis Tsipras. Dopo alcune tensioni con i garanti sul ruolo dei partiti politici nella formazione della lista il PRC aderisce ufficialmente all'appello dopo aver avviato una consultazione dei circoli: su 380 attivi di circolo l'84,1% dei militanti si è espresso a favore del sostegno alla lista L'Altra Europa con Tsipras.
Alle elezioni del 25 maggio la lista (alla quale aveva aderito pure Sinistra Ecologia Libertà) riceve a livello nazionale il 4,03% dei voti e ottiene 3 seggi al Parlamento europeo. Eleonora Forenza, esponente della segreteria di Rifondazione Comunista, raccoglie quasi 23.000 preferenze, risultando la prima dei non eletti nella circoscrizione Sud dopo Barbara Spinelli. Nonostante Spinelli avesse reso nota l'intenzione di cedere il seggio qualora fosse stata eletta, raccoglie il maggior numero di preferenze nelle circoscrizioni centrale e meridionale. Spinta dal sostegno dei suoi elettori e dello stesso Tsipras, Spinelli ha deciso di confermare il seggio ottenuto nella circoscrizione Centro, permettendo al PRC di tornare a eleggere un rappresentante istituzionale dopo otto anni. Forenza conquista così un seggio all'Europarlamento.

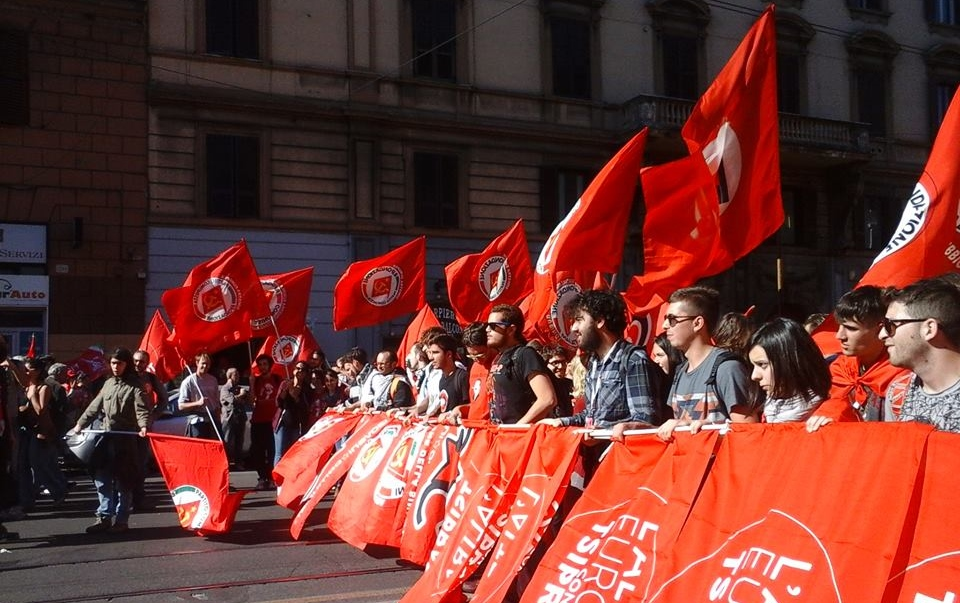
Corteo dei Giovani Comunisti nella manifestazione del 25 ottobre 2014

Il PRC nei mesi seguenti investe energie e sforzi per far evolvere L'Altra Europa con Tsipras in un soggetto unitario della sinistra italiana alternativa al PD guidato da Matteo Renzi. Tuttavia il progetto tarda a decollare, ostacolato da diatribe interne. Da ottobre in poi i soggetti politici della sinistra, PRC incluso, si ritrovano in piazza per opporsi al Jobs Act e alle linee guida, denominate «buona scuola», della riforma della scuola volute dal governo Renzi. Il 25 ottobre la CGIL porta un milione di lavoratori in piazza per opporsi alla riforma del mercato del lavoro, una manifestazione in cui si ritrovano le anime della sinistra italiana e a cui il PRC partecipa massicciamente all'interno del corteo dell'Altra Europa. Per la prima volta la CGIL manifesta contro le politiche di un governo guidato dal PD, considerato un governo amico. Al termine della manifestazione la componente giovanile della corrente Essere Comunisti, raccoltasi in assemblea e guidata dal coordinatore dei GC Simone Oggionni, abbandona il PRC. Oggionni e altri ex membri dei Giovani Comunisti e del CPN entreranno in SEL a fine marzo. Alcuni fuoriusciti dal PRC danno vita all'associazione Sinistra Lavoro.
L'intero autunno è segnato da scioperi di categoria e mobilitazioni studentesche e il culmine è toccato con lo sciopero generale nazionale del 12 dicembre promosso da CGIL e UIL. L'apparente ritorno del conflitto sociale e l'opposizione sempre più marcata nei confronti del governo favorisce i processi di riavvicinamento tra le sinistre. Tra il 23 e il 25 gennaio 2015 si svolge a Milano Human Factor, un convegno organizzato da SEL a cui sono invitate le principali organizzazioni della sinistra italiana: dai sindacati al PRC, passando per L'Altra Europa con Tsipras e la minoranza interna al PD. Vendola lancia la proposta di un coordinamento delle sinistre in cui sia consentita la doppia militanza per costruire un fronte anti-Renzi. Ferrero interviene nella giornata conclusiva della manifestazione accettando la proposta del presidente di SEL e affermando: «Penso che oggi serva una sinistra di governo, in un senso preciso, che serve una sinistra che sia in grado di avanzare una proposta concreta di cambiamento qui ed ora». Nella serata del 25 gennaio SYRIZA, il movimento della sinistra radicale greca guidato da Alexis Tsipras, vince le elezioni parlamentari con oltre il 36% dei consensi, sfiorando la maggioranza assoluta. Nei mesi successivi riprende l'opposizione al progetto di riforma della scuola varato dal ministro dell'istruzione Stefania Giannini e si susseguono le mobilitazioni di sostegno all'azione del governo Tsipras, impegnato nelle trattative con i creditori.

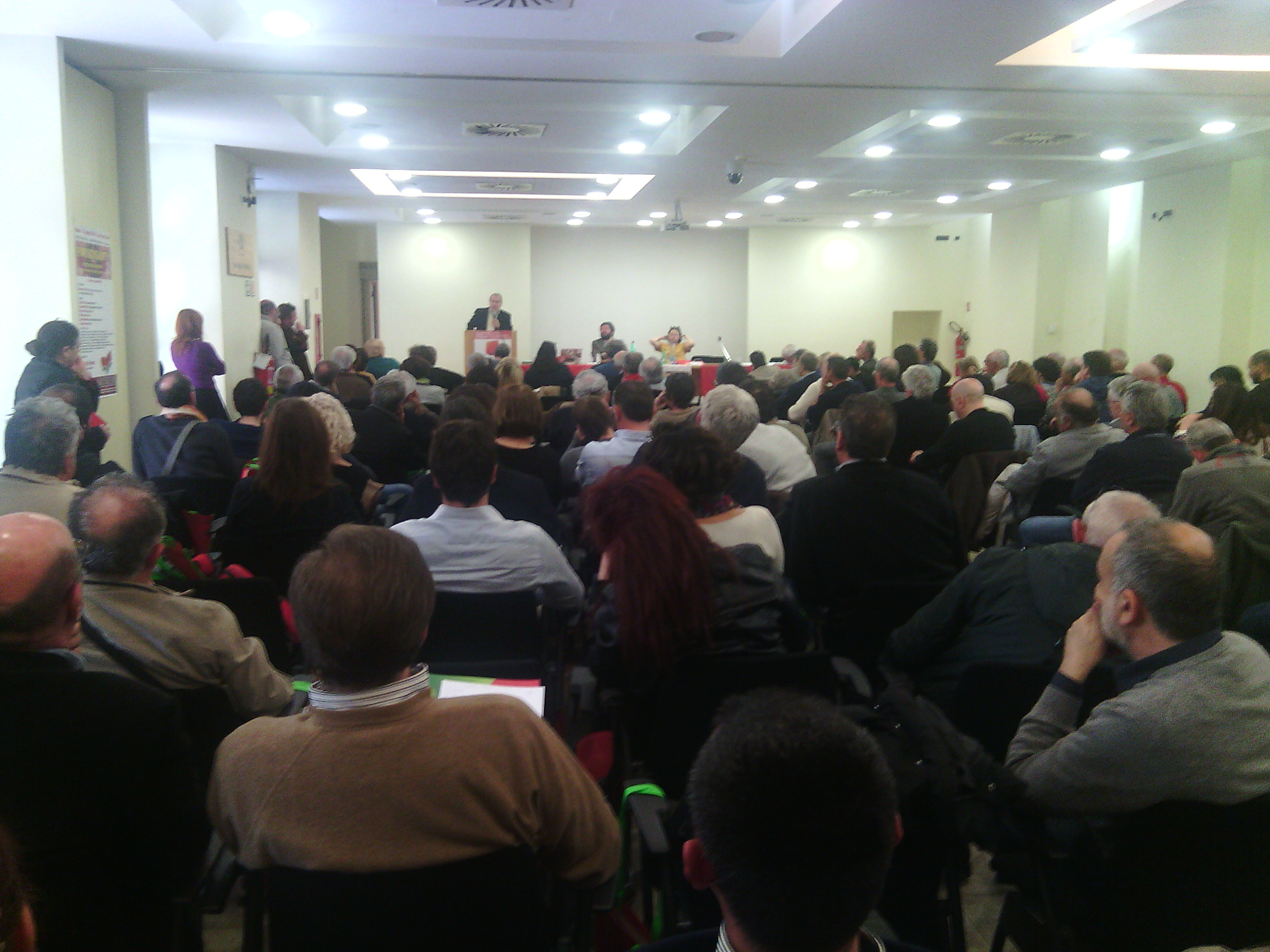
L'intervento conclusivo di Ferrero alla IV Conferenza d'Organizzazione

Tra marzo e aprile la DN decide per il commissariamento di diverse federazioni, tra queste Asti, Viareggio, Ferrara e Venezia, mentre in CPN si dà mandato ai CPR di costruire liste alternative al centro-sinistra e legate al progetto de L'Altra Europa in vista delle elezioni regionali del 31 maggio. Solo in Campania, Liguria e Toscana il PRC partecipa a liste unitarie e non direttamente legate alla lista Tsipras. L'11 e 12 aprile Rifondazione Comunista celebra a Roma presso lo Scout Center la IV Conferenza d'Organizzazione dal titolo Rilanciare il partito, unire la sinistra antiliberista, fermare l'austerità in Europa. Il documento della conferenza viene approvato con un'ampissima maggioranza (si oppongono solo gli autoconvocati-documento 3) e nelle conclusioni viene così sintetizzato dal segretario Ferrero: «Quindi si tratta di tre obiettivi per rafforzare il partito: 1) rilanciare la prospettiva comunista, 2) costruire una sinistra unita contro e fuori dal centrosinistra, 3) creare un movimento di massa contro l'austerità per bloccare queste politiche che stanno distruggendo le prospettive di vita degli italiani».
Il 5 maggio CGIL, CISL e UIL danno luogo allo sciopero generale della scuola: è la terza occasione di risonanza nazionale in cui il mondo della sinistra italiana si ritrova dalla stessa parte della barricata, sebbene sia divisa in tre regioni su sette alle regionali di fine mese. Alle elezioni del 31 maggio le liste legate a L'Altra Europa (L'Altro Veneto - Ora Possiamo, L'Umbria per un'Altra Europa, Altre Marche - Sinistra Unita e L'Altra Puglia) raggiungono in media l'1,82% non riuscendo a eleggere consiglieri. Le altre liste unitarie a cui il PRC partecipa (Rete a Sinistra Liguria, Sì - Toscana a Sinistra e Sinistra al lavoro per la Campania) raccolgono in media il 4,22%, eleggendo consiglieri in Liguria e Toscana, ma tra questi non risulta eletto nessun comunista.
Il 19 settembre alcuni esponenti del PRC che al precedente congresso avevano sottoscritto il documento 3 "Per la Rifondazione di un Partito Comunista" abbandonano il partito e costituiscono Fronte Popolare.

#### Nascita del processo unitario a sinistra
Il 3 luglio in DN viene approvato all'unanimità un documento che lancia un appello per l'avvio di una costituente della sinistra, rivolto a SEL, al movimento Possibile di Giuseppe Civati e tutti coloro che hanno abbandonato il PD, come Sergio Cofferati e Stefano Fassina. Nel CPN dello stesso giorno viene rinnovata e allargata la segreteria nazionale per attuare il mandato della Conferenza d'Organizzazione. Ne deriva l'inizio di un dialogo serrato con le forze organizzate della sinistra che si protrae per settimane, ma fallisce nell'autunno successivo davanti al rifiuto di Rifondazione di sciogliere la propria organizzazione per confluire in un nuovo soggetto della sinistra radicale, proponendo piuttosto la formula della federazione tra soggetti politici. In dissenso su tale linea, l'area facente riferimento a FalceMartello nel 2016 si scinde fondando il movimento Sinistra Classe Rivoluzione.
Dopo la campagna per il «SÌ» al referendum contro le trivellazioni in mare, il PRC si presenta alle elezioni amministrative in più occasioni in coalizioni e liste unitarie della sinistra alternative al centrosinistra. A Roma si sceglie di sostenere la candidatura di Stefano Fassina assieme a Sinistra Italiana, Possibile e il neonato Partito Comunista Italiano (PCI) nella lista Sinistra per Roma che ottiene il 4,5%. A Napoli invece sono SI e Possibile ad aggregarsi alla coalizione che aveva già sostenuto Luigi De Magistris e che si rivela nuovamente vincente. La lista unitaria Napoli in Comune ottiene il 5,3% ed elegge 5 consiglieri. A Torino la coalizione unitaria a sostegno di Giorgio Airaudo si attesta al 3,7%, riuscendo a eleggere il candidato sindaco. Per la prima volta il PRC non prende parte alle elezioni comunali di Bologna, dove abbandona il progetto unitario di Coalizione Civica (7,1%) contestando a SI il tentativo di prendere in ostaggio il percorso elettorale, mentre a Milano prende parte alla lista Milano in Comune che sostiene Basilio Rizzo, mentre Sinistra Italiana farà parte di una lista all'interno della coalizione di centrosinistra. In autunno Rifondazione sostiene il «no» al referendum costituzionale. La sinistra si ritrova nuovamente unita all'interno del Comitato per il «no», che trova i suoi portavoce in Anna Falcone e Tomaso Montanari. La vittoria del «no» al referendum (59,1%) ha come conseguenze le dimissioni del governo Renzi, la nascita del governo Gentiloni e l'inizio di un nuovo dialogo tra le forze di sinistra in vista della fine della legislatura e delle successive elezioni politiche. Nel frattempo Essere Comunisti abbandona Rifondazione per aderire a Sinistra Italiana.

#### Dal Brancaccio a Potere al Popolo!

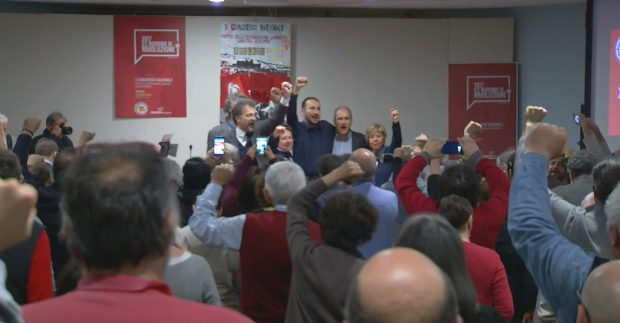
Maurizio Acerbo è proclamato segretario di Rifondazione Comunista durante il X Congresso.

L'unità a sinistra subisce un'accelerazione con la nascita di Articolo 1 - Movimento Democratico e Progressista (MDP), formazione nata nel febbraio 2017 in seguito alla scissione della componente socialdemocratica del PD e guidata da Bersani, D'Alema e Roberto Speranza. La costruzione di una lista unitaria di sinistra alternativa al PD è l'oggetto principale di discussione nel Congresso in cui si affrontano due documenti, quello di maggioranza guidato da Maurizio Acerbo per l'unità della Sinistra antiliberista e quello di minoranza guidato da Eleonora Forenza, comprendente le componenti del documento 3 del IX Congresso, per l'unità dei conflitti. Il documento di maggioranza si afferma ampiamente con il 71% dei consensi, dando avvio al nuovo processo unitario. Acerbo è eletto nuovo segretario del PRC. La prima occasione per l'avvio del percorso è fornita dall'assemblea convocata il 18 giugno al teatro Brancaccio dai due portavoce dei comitati del NO, Falcone e Montanari.
Verificata la comunanza di intenti tra SI, Possibile e PRC, al contrario la presenza di D'Alema e l'intervento di Miguel Gotor per MDP sono stati oggetto di aspre polemiche, anche legate alla linea politica assunta dagli ex PD. In autunno si svolgono circa cento assemblee territoriali per proseguire il processo unitario. A fronte del progressivo avvicinamento al progetto di MDP, dopo l'impossibilità di costruire qualsiasi nuova esperienza di centro-sinistra, Rifondazione esprime la propria contrarietà all'ingresso degli ex PD e licenzia un documento politico in cui chiede l'incandidabilità di quanti hanno assunto responsabilità di governo negli ultimi venticinque anni e l'alternatività al centrosinistra prima e dopo le elezioni.
Alle elezioni regionali siciliane del 5 novembre 2017 si sceglie di sostenere la candidatura a presidente di Claudio Fava (deputato di MDP e vicepresidente della Commissione parlamentare antimafia) nell'ambito di una coalizione che comprende anche SI, Verdi e Possibile. Rifondazione Comunista, assieme agli altri partiti schierati a sostegno di Fava, si federa nella lista unitaria Cento Passi per la Sicilia per ovviare allo sbarramento del 5% previsto dalla legge elettorale siciliana. Il buon risultato ottenuto in Sicilia (6,1%) non evita però che la situazione precipiti. Falcone e Montanari chiedono al PRC di non porre veti mentre SI e Possibile si dichiarano a favore dell'ingresso di MDP, arrivando alla stesura di un documento comune che convoca un'assemblea di lancio del soggetto elettorale per il 2 dicembre in aggiunta alla già convocata assemblea del 18 novembre da Falcone e Montanari. La fuga in avanti dei tre soggetti irrita tanto i due garanti del progetto, quanto il PRC che ritrovandosi isolato tenta nelle ultime assemblee territoriali di far prevalere le proprie posizioni e si dà appuntamento all'assemblea del 18 novembre per sciogliere i nodi politici. A sorpresa però a pochi giorni dall'assemblea Falcone e Montanari dichiarano conclusa l'esperienza del Brancaccio e annullano l'assemblea del 18 novembre, temendo che l'assemblea potesse degenerare in uno scontro tra partiti.
Il fallimento del Brancaccio non scoraggia il PRC che si ritrova ugualmente il 18 novembre a Roma partecipando all'assemblea convocata dal centro sociale napoletano Ex Opg - Je so' Pazzo al fine di costituire una lista unitamente al PCI (che abbandona il progetto in seguito alle elezioni), a Sinistra Anticapitalista e ad altri soggetti. Nasce dunque l'esperienza di Potere al Popolo!, che il 4 marzo 2018 ottiene l'1,13% alla Camera e l'1,06% al Senato, rimanendo fuori dal Parlamento. Rifondazione non eleggerà neanche un consigliere alle elezioni regionali in Lazio (dove si presenta all'interno di Potere al Popolo con la ginecologa femminista Elisabetta Canitano candidata presidente) e Lombardia (dove si presenta all'interno della lista Sinistra per la Lombardia con Massimo Gatti candidato presidente). Nonostante la sconfitta elettorale Rifondazione prosegue l'esperienza di Potere al Popolo e contribuisce al suo strutturamento invitando i propri iscritti ad aderirvi.

#### L'addio a PaP, elezioni regionali ed europee
Il 28 ottobre 2018 in seguito a uno scontro interno a Potere al Popolo! durante la propria fase costituente, soprattutto a causa delle divergenze riguardanti la scelta dello statuto (incompatibile con la linea di Rifondazione sull'unità della Sinistra di alternativa), il CPN di Rifondazione decide di lasciare il progetto.
Alle elezioni regionali in Sardegna del 2019 Rifondazione e il Partito Comunista Italiano, uniti nella lista Sinistra Sarda sostengono Vindice Lecis che raccoglie solo 4.528 voti pari allo 0,59%. Mentre alle regionali in Basilicata Rifondazione si presenta insieme a PCI, Sinistra Italiana, Possibile e Diem25 nella lista La Basilicata Possibile in appoggio al candidato presidente Valerio Tramutoli, che ottiene il 4,37% e non elegge alcun deputato.
In vista delle elezioni europee del 2019, Rifondazione lancia un appello per la nascita di una lista di Sinistra antiliberista facente riferimento al Partito della Sinistra Europea.
Nasce in tal modo La Sinistra, lista nella quale convergono Rifondazione Comunista, Sinistra Italiana, quel che rimane de L'Altra Europa con Tsipras, Partito del Sud, Convergenza Socialista e la nuova formazione èViva. La lista raccoglierà in tutto 465.092 voti pari all’1,74% ben lontano dalla soglia del 4%.

#### Opposizione al governo Conte II
Con la nascita del governo Conte II sostenuto da Partito Democratico, Movimento 5 Stelle e Liberi e Uguali, il partito si dichiara all'opposizione. In seguito l'ex senatrice del Movimento 5 Stelle Paola Nugnes, passata alla componente del gruppo misto al Senato di LeU, dichiara di rappresentare da indipendente Rifondazione Comunista..
Alle elezioni regionali in Umbria del 2019 il PRC locale lavora alla presentazione di una lista unita della sinistra. In seguito alla decisione della lista Sinistra Civica Verde di entrare nell'alleanza col PD e il Movimento 5 Stelle, la segreteria nazionale del PRC annuncia che Rifondazione non avrebbe sostenuto nessuna lista alle elezioni, mentre il gruppo dirigente locale si dimette e sostiene una candidatura dentro Sinistra Civica Verde. Dato lo scarso risultato, 1,6%, la lista non elegge alcun consigliere.
In vista delle elezioni regionali in Emilia-Romagna del 2020 Rifondazione si ripresenta come cinque anni prima nella lista L'Altra Emilia-Romagna (sostenuta anche da PCI, Partito del Sud e Partito Umanista) con il segretario regionale del partito Stefano Lugli candidato presidente in alternativa al centrosinistra che appoggia il presidente Stefano Bonaccini (PD), mentre in occasione di quelle calabresi il PRC locale fa appello all'unità del PD e della sinistra. Tuttavia l'11 novembre la Direzione Nazionale approva un documento che scongiura ogni alleanza con il PD alle elezioni regionali. In seguito a tale decisione il PRC locale decide di non prendere parte alle elezioni.
L'opposizione al governo Conte II è confermata dalla partecipazione il 7 dicembre del PRC all'Assemblea delle Sinistre di Opposizione, incontro lanciato da PCI, PCL e Sinistra Anticapitalista.

#### Elezioni regionali e referendum del 2020
Alle elezioni regionali in Emilia-Romagna del 2020 L'Altra Emilia-Romagna ottiene lo 0,36% rimanendo quindi ben lontana dalla soglia di sbarramento.
Alle regionali del 20 e 21 settembre invece il partito è presente in 5 regioni su 6: in Veneto fa parte della lista Solidarietà Ambiente Lavoro insieme al PCI, in Toscana prosegue l'esperienza della lista Toscana a Sinistra con Sinistra Italiana, Potere al Popolo, Sinistra Anticapitalista e Buongiorno Livorno, nelle Marche fa parte della lista Dipende da Noi con Sinistra Italiana, in Puglia si presenta insieme al PCI e a Risorgimento Socialista nella lista Lavoro Ambiente Costituzione e in Campania aderisce con Sinistra Italiana, PCI, Altra Europa, Partito del Sud, Stop Biocidio e Insurgencia alla lista ambientalista Terra. Per quanto riguarda la Liguria, il Comitato Politico Regionale decide di dare indicazioni di voto per il candidato sostenuto da PD e Cinque Stelle Ferruccio Sansa senza presentare né sostenere alcuna lista. In nessuna delle regioni al voto il PRC o le liste sostenute dal partito riescono ad accedere ai consigli regionali mantenendosi tra lo 0,3 e il 2,8 percento dei consensi nelle 5 regioni in cui sono presenti. Per quanto riguarda il referendum costituzionale sulla riduzione del numero dei parlamentari che si terrà nelle medesimo giornate delle elezioni regionali, il PRC si schiera per il NO.

#### Opposizione al governo Draghi e XI congresso
Con la nascita del governo tecnico di unità nazionale presieduto da Mario Draghi, ex governatore della Banca d'Italia e presidente della Banca centrale europea, Rifondazione Comunista si schiera subito contro la sua formazione.
Alle elezioni regionali in Calabria del 2021 il PRC sostiene, con propri candidati nella lista Uniti con De Magistris, la mozione del sindaco di Napoli Luigi de Magistris, che raccoglie il 16,17% dei voti, eleggendo due consiglieri regionali (non iscritti al partito).
Il PRC sostiene con propri candidati Luigi De Magistris, la cui coalizione ottiene il 16,17%, risultato che porta all'elezione di due consiglieri regionali (non iscritti al partito). Dal 22 al 24 ottobre dello stesso anno si tiene presso l'Hotel Excelsior di Chianciano Terme (Siena) l'undicesimo congresso del PRC che al termine dei lavori conferma Maurizio Acerbo come segretario.

#### Nascita della componente parlamentare e le politiche del 2022
Nel febbraio 2022, su iniziativa delle deputate ex M5S Simona Suriano, Doriana Sarli, Silvia Benedetti e Yana Chiara Ehm, nasce all'interno del gruppo misto della Camera la componente “ManifestA-Potere al Popolo-Partito della Rifondazione Comunista-Sinistra Europea”.
In vista delle elezioni politiche anticipate del 2022 il partito è uno dei promotori della lista Unione Popolare con DemA di Luigi de Magistris (indicato come capo politico), Potere al Popolo! e la componente parlamentare ManifestA. La lista otterrà l'1,43% alla Camera e l'1,36% al Senato non riuscendo così ad eleggere alcun rappresentante in Parlamento. Nonostante l'insuccesso Rifondazione deciderà di proseguire il percorso e Unione Popolare si ripresenterà alle elezioni regionali del 2023 in Lombardia e Lazio e in diverse elezioni comunali e suppletive.
Tra il 15 e 16 gennaio 2023 si svolge la V conferenza di organizzazione del PRC.

### Elezioni regionali ed europee del 2024
Alle elezioni regionali in Sardegna del 2024 Rifondazione Comunista, diversamente da Potere al Popolo!, presenta una propria lista a sostegno dell'ex Governatore Renato Soru, appoggiato anche da movimenti sardisti, Progetto Sardegna, Azione e +Europa, ottenendo lo 0,66% pari a circa 4.500 voti e senza eleggere nessun consigliere.
Alle elezioni europee del 2024 Rifondazione Comunista aderisce a Pace Terra Dignità, lista pacifista promossa da Michele Santoro e altre forze di sinistra, dove il segretario Maurizio Acerbo è uno dei candidati di punta, ma la lista raccoglie il 2,21% dei voti, non riuscendo a superare la soglia di sbarramento del 4% necessaria per eleggere europarlamentari. Potere al Popolo! invece decide di non correre alle europee e perciò dichiara sospesa per il momento l'esperienza di Unione Popolare.
Già alle regionali in Piemonte Rifondazione si ripresenta però con Potere al Popolo!, insieme a ManifestA, Sinistra Anticapitalista,  e una componente di indipendenti rappresentanti della società civile per sostenere Francesca Frediani, consigliere regionale uscente del Movimento 4 Ottobre - Unione Popolare eletta per due volte con il Movimento 5 Stelle, con la lista Piemonte Popolare che però raccoglie solo l'1,50%.
Alle regionali in Liguria e Emilia-Romagna dell’autunno dello stesso anno Rifondazione, Potere al Popolo! e PCI si presentano con un’unica lista a sostegno di Nicola Rollando (Per l’Alternativa) che raccoglie lo 0,87% e Federico Serra (Emilia-Romagna per la Pace, l’Ambiente e il Lavoro) che prende l’1,94%. Alle regionali in Umbria, Rifondazione decide invece di appoggiare la candidata Stefania Proietti della coalizione di centro-sinistra, presentando due candidati nella lista Umbria per la Sanità Pubblica che arriva al 2,43% senza eletti.

### Il XII congresso
Nel XII congresso svoltosi dal 7 al 9 febbraio 2025 si evidenzia una profonda spaccatura nel partito: vengono infatti presentate due mozioni contrapposte, una a sostegno della ricandidatura del segretario uscente Maurizio Acerbo e favorevole ad aprire un possibile dialogo col centro-sinistra, l'altra, sostenuta tra gli altri dall'ex segretario Paolo Ferrero, favorevole a mantenere la linea di alternativa sia al centro-sinistra che al centro-destra assunta dal partito dopo la scissione del Movimento per la Sinistra di Vendola; la mozione di Acerbo prevale per 12 voti, mentre la ricandidatura dello stesso Acerbo viene approvata con un solo voto di scarto.

## Ideologia
I riferimenti culturali del PRC sono innanzitutto ispirati al pensiero di Antonio Gramsci e di Karl Marx, al fine di pervenire alla compiuta realizzazione di una moderna società socialista nel contesto di una sinistra in opposizione al neoliberismo, alleata delle forze autenticamente progressiste, esaltatrice della Resistenza antifascista e rispettosa della Costituzione. Il rifiuto per qualunque forma di discriminazione è accompagnato da una visione contraria a degenerazioni autoritarie, burocratiche e staliniste del socialismo.
Il partito si impegna a promuovere giustizia sociale e valorizzazione della persona, un adeguato ruolo delle autonomie locali e la sovranità del Paese, consapevole della necessità di una coerente vocazione solidaristica nella regione mediterranea.
Altri punti programmatici riguardano l'abolizione della Legge Fornero in materia di pensioni e della Bossi-Fini per quanto concerne l'immigrazione, il ripristino dell'articolo 18 dello statuto dei Lavoratori e la sua estensione a tutti i lavoratori, la lotta alla precarietà, il no alla flat tax, la tassazione delle transazioni finanziarie, l'abolizione dell'obbligo di pareggio di bilancio, la cancellazione dei ticket sanitari, significativi tagli alle spese militari riconducibili all'articolo 11 che esclude la possibilità di ricorrere alla guerra quale mezzo di risoluzione delle controversie internazionali, l'uscita dalla NATO, la contrarietà all'utilizzo dell'energia nucleare, l'introduzione dello ius soli, la puntuale applicazione delle pene previste per il reato di apologia del fascismo, l'abolizione dell'ergastolo, il riconoscimento dei matrimoni omosessuali quale valore dell'universalità dei diritti di cittadinanza, la legalizzazione delle droghe leggere, l'appoggio nei confronti del movimento No TAV.
In ambito internazionale, il PRC si connota per l'impegno pacifista, a favore del disarmo e dello scioglimento della NATO. Il partito fa parte della rete comunista mondiale Solidnet che organizza annualmente l'Incontro Internazionale dei Partiti Comunisti e Operai. Rifondazione, inoltre, intrattiene relazioni con movimenti e organizzazioni politiche internazionali nell'ambito dell'impegno antimperialista e a favore del diritto di autodeterminazione dei popoli. In tal senso, il PRC sostiene la causa dei popoli di Palestina, Sahara Occidentale, Kurdistan e Cuba. Sulla questione venezuelana il PRC è schierato con il presidente Nicolás Maduro , mentre per quanto attiene alla Bolivia ha preso posizione per l'ex presidente Evo Morales.
In ambito europeo, Rifondazione è membro fondatore del Partito della Sinistra Europea all'interno del quale intrattiene relazioni con partiti comunisti e progressisti europei. In merito al processo di integrazione europea, il PRC ha assunto posizioni critiche, chiedendo il potenziamento delle prerogative del Parlamento europeo, nonché la revisione dei Trattati sull'Unione europea, rientrando quindi tra i partiti euroscettici..
Le storiche figure di riferimento sono Rosa Luxemburg, Antonio Gramsci,, Palmiro Togliatti, Che Guevara, Luigi Longo, Pietro Secchia, Salvador Allende, Enrico Berlinguer, Lucio Libertini, Alessandro Natta, Pietro Ingrao e Tina Costa.

### Aree interne

#### Socialismo XXI, per un nuovo umanesimo
In continuità con la vecchia Rifondazione in Movimento propone di prodigarsi maggiormente nella società civile e nei luoghi del conflitto, rifiutando la fusione a freddo con altri soggetti e contrastando il neoliberismo. Vi si riconosce la maggioranza della segreteria.

#### Rivoluzione e Rifondazione. Il partito che vogliamo
Composta dagli autoconvocati del IX Congresso, dal Collettivo Stella Rossa, dai sostenitori dell'europarlamentare femminista Eleonora Forenza e da significative componenti contrari all'euro, quest'area interna propone la creazione di una prospettiva che guardi ai mutamenti sociali e alle lotte dal basso, nonché a nuove forme di comunicazione ispirate al concetto di egemonia elaborato da Gramsci in opposizione a una concezione fatalistica e positivistica del marxismo.

## Struttura

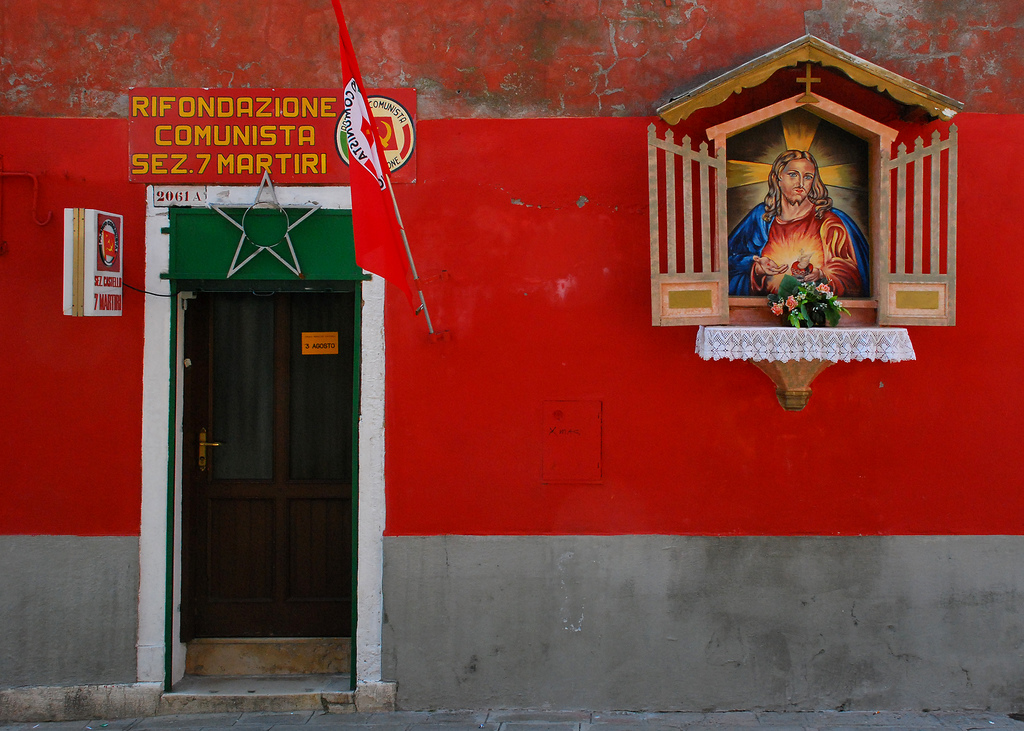
Un circolo del PRC a Venezia

Il Comitato Politico Nazionale è il massimo organismo del partito, composto da 179 membri. La Direzione Nazionale, di 59 componenti, opera su mandato del CPN e risponde ad esso. L'organo esecutivo è la Segreteria Nazionale, formata da 1 membri e della quale è espressione il segretario nazionale, la cui funzione non può essere svolta per più di tre mandati congressuali interi consecutivi. Il partito si articola in circoli: a livello locale, in federazioni provinciali e in comitati regionali.

### Organi nazionali

#### Segretario
| Segretario        | Periodo                           |
| ----------------- | --------------------------------- |
| Sergio Garavini   | 10 febbraio 1991 – 27 giugno 1993 |
| Fausto Bertinotti | 22 gennaio 1994 – 6 maggio 2006   |
| Franco Giordano   | 7 maggio 2006 – 20 aprile 2008    |
| Paolo Ferrero     | 27 luglio 2008 – 2 aprile 2017    |
| Maurizio Acerbo   | 2 aprile 2017 – in carica         |

#### Presidente
| Presidente       | Periodo                            |
| ---------------- | ---------------------------------- |
| Armando Cossutta | 12 dicembre 1991 – 11 ottobre 1998 |

#### Coordinatore
| Coordinatore      | Periodo          |
| ----------------- | ---------------- |
| Walter De Cesaris | 2004 – 2008      |
| Nando Mainardi    | 2014 – 2017      |
| Stefano Galieni   | 2017 – in carica |

#### Segreteria Nazionale
- Organizzazione: Marco Fars
- Comunicazione: Matteo Prencipe
- Immigrazione: Stefano Galieni
- Esteri: Anna Camposampiero
- Tesoriere: Roberto Morea
- Politiche sociali: Giovanni Barbera
- Ambiente e Beni comuni: Elena Mazzoni
- Antifascismo: Rita Scapinelli
- Enti Locali: Raffaele Tecce
- Politiche europee: Eleonora Forenza

### Presidenti dei gruppi parlamentari

#### Camera dei deputati
- 12 dicembre 1991 – 14 aprile 1994: Lucio Magri, vice: Edda Fagni & Franco Calamida, poi Milziade Caprili & Angelo Muzio
- 21 aprile 1994 – 30 marzo 1995: Famiano Crucianelli, vice: Angelo Muzio & Mauro Guerra
- 30 marzo 1995 – 12 ottobre 1998: Oliviero Diliberto, vice: Angelo Muzio & Tullio Grimaldi, poi Tullio Grimaldi & Maria Carazzi
- 2 novembre 1998 – 29 maggio 2001: Franco Giordano[221]
- 18 giugno 2001 – 7 maggio 2006: Franco Giordano, vice: Graziella Mascia & Giovanni Russo Spena
- 8 maggio 2006 – 28 aprile 2008: Gennaro Migliore, vice: Graziella Mascia & Antonello Falomi

#### Senato della Repubblica
- 30 aprile 1992 – 7 agosto 1993: Lucio Libertini, vice: Salvatore Crocetta & Gennaro Lopez
- 9 settembre 1993 – 29 maggio 1996: Ersilia Salvato, vice: Salvatore Crocetta & Gennaro Lopez, poi Leonardo Caponi & Fausto Marchetti
- 29 maggio 1996 – 18 febbraio 1999: Luigi Marino, vice: Fausto Marchetti
- 27 novembre 2002 – 27 aprile 2006: Luigi Malabarba[221]
- 3 maggio 2006 – 28 aprile 2008: Giovanni Russo Spena, vice: Rina Gagliardi & Tommaso Sodano

#### Parlamento europeo
- 19 luglio 1994 – 19 luglio 2004: Luigi Vinci
- 20 luglio 2004 – 13 luglio 2009: Roberto Musacchio
- 1º luglio 2014 – 2 luglio 2019: Eleonora Forenza

### Organizzazione giovanile

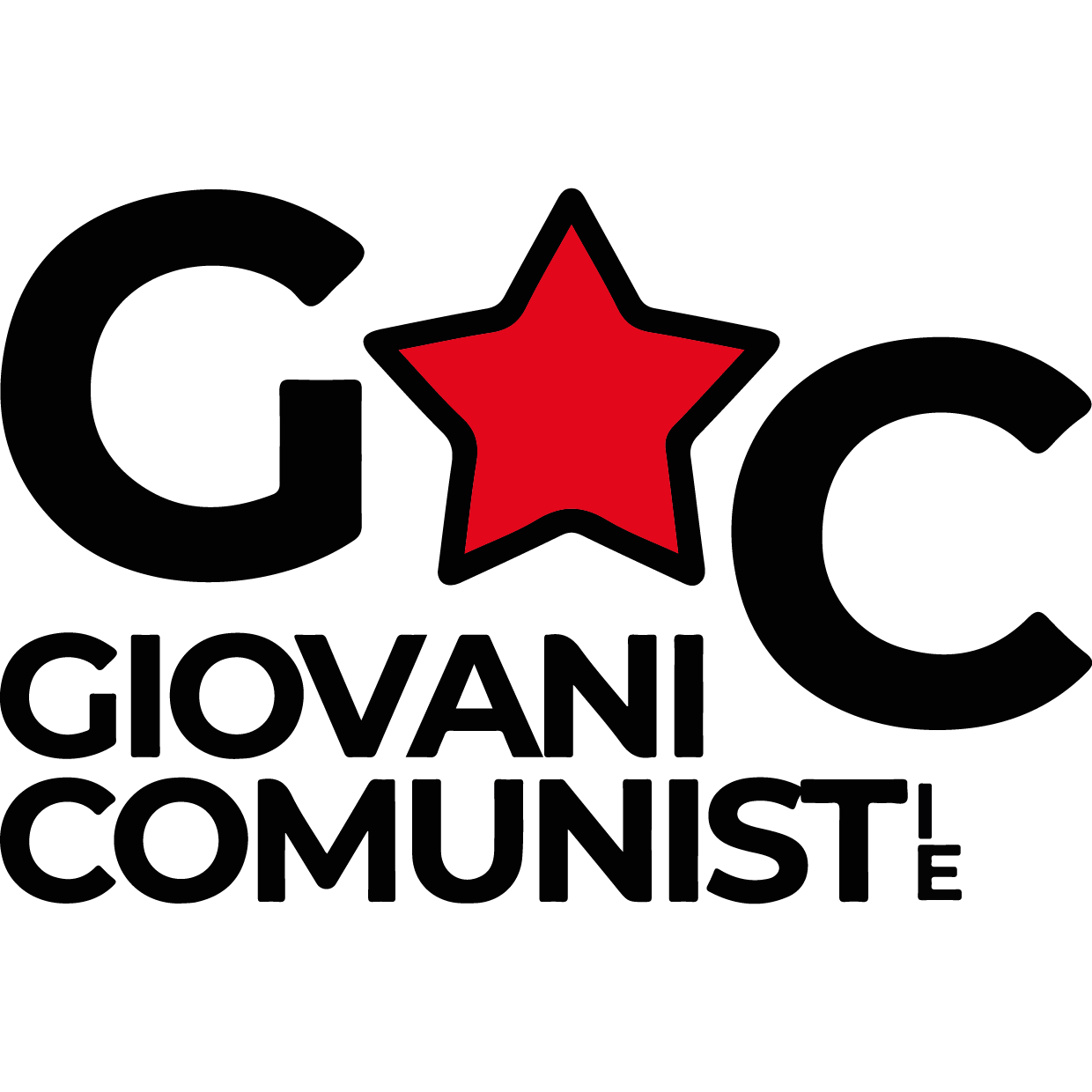
Simbolo dei Giovani Comunisti/e dal 2020.

L'organizzazione giovanile del Partito della Rifondazione Comunista è nata nel 1995 ed è costituita dai Giovani Comunisti/e. Fanno parte della Federazione Mondiale della Gioventù Democratica, organizzazione giovanile internazionale anticapitalista e anti-imperialista.

### Collegio Nazionale di Garanzia
Il Collegio Nazionale di Garanzia è composto da nove componenti eletti dal Congresso Nazionale. Si ramifica in collegi regionali e federali. I suoi compiti sono i seguenti:
1. Esaminare le questioni attinenti ai diritti e ai doveri delle/dei singoli iscritti.
2. Garantire il rispetto delle regole di funzionamento della democrazia interna e l'attuazione dello statuto, con particolare attenzione alla democrazia di genere.
3. Adottare misure disciplinari nei casi di violazione dello statuto.
4. Formulare proposte per il superamento di conflitti tra gli organismi dirigenti e adottare misure per risolverle.
5. Esprimere parere vincolante sull'interpretazione delle norme statutarie.
6. Esprimere parere vincolante sulla proposta di scioglimento degli organismi dirigenti.
7. Verificare la validità delle firme per la convocazione dei congressi straordinari.
8. Esaminare i bilanci e i conti consuntivi.

I componenti del Collegio Nazionale di Garanzia sono Stefano Alberione (presidente), Bettarello Claudio, Billero Rosalia, Cavallo Riccardo, Ciano Pino, Lorenzini Luca, Niccoli Maria Luisa, Pipitone Cristiana e Sepe Maria. Il CNG elegge tra i suoi membri un Collegio dei Revisori dei Conti composto da tre persone di cui una/un presidente.

## Nelle istituzioni

### Camera dei deputati
- Gruppo Rifondazione Comunista

| XI Legislatura |
| -------------- |
| 33 deputati    |

- Gruppo Rifondazione Comunista-Progressisti

| XII Legislatura |
| --------------- |
| 24 deputati     |

- Gruppo Comunista

| XIII Legislatura |
| ---------------- |
| 20 deputati      |

- Gruppo Rifondazione Comunista-Sinistra Europea

| XIV Legislatura |
| --------------- |
| 11 deputati     |
| XV Legislatura  |
| 40 deputati     |

### Senato della Repubblica
- Gruppo Rifondazione Comunista

| XI Legislatura |
| -------------- |
| 20 senatori    |

- Gruppo Rifondazione Comunista-Progressisti

| XII Legislatura  |
| ---------------- |
| 18 senatori      |
| XIII Legislatura |
| 11 senatori      |

- Gruppo Rifondazione Comunista-Sinistra Europea

| XIV Legislatura |
| --------------- |
| 11 senatori     |
| XV Legislatura  |
| 27 senatori     |

### Parlamento europeo
- Gruppo Sinistra Unitaria Europea/Sinistra Verde Nordica

| IV legislatura   |
| ---------------- |
| 5 eurodeputati   |
| V legislatura    |
| 4 eurodeputati   |
| VI legislatura   |
| 3 eurodeputati   |
| VIII legislatura |
| 1 eurodeputata   |

### Presidenti della Camera dei deputati
- Fausto Bertinotti (XV legislatura della Repubblica Italiana)

### Governi della Repubblica Italiana
- Governo Prodi II
  - Paolo Ferrero, Ministro della solidarietà sociale
  - Patrizia Sentinelli - Viceministro degli Affari esteri

## Iscritti
Elenco degli iscritti a Rifondazione Comunista:

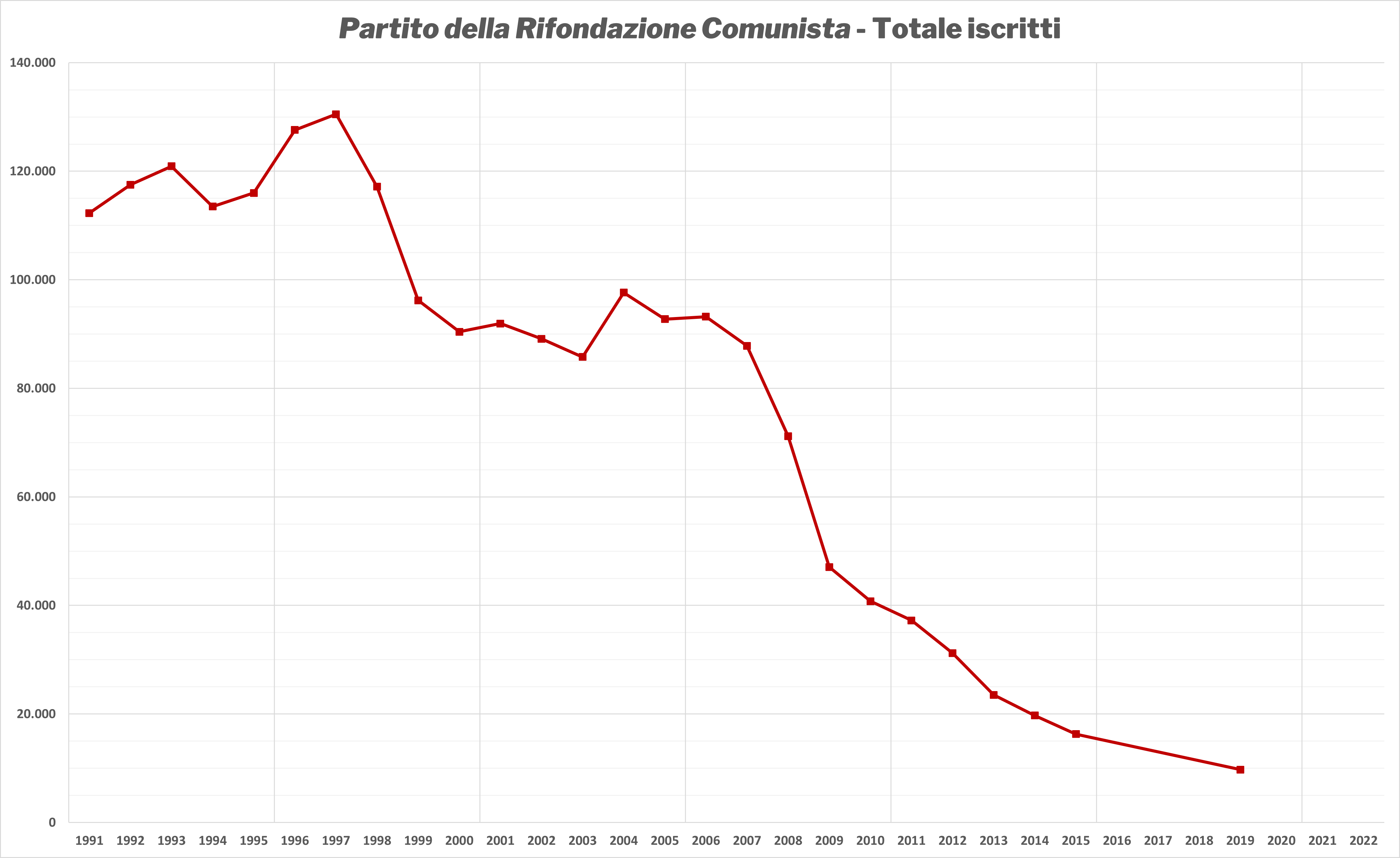
Andamento del numero di iscritti a Rifondazione Comunista, dal 1991 (fino agli ultimi dati certificati del 2019).

- 1991: 112 835
- 1992: 117 511
- 1993: 120 911
- 1994: 113 495
- 1995: 115 984
- 1996: 127 610
- 1997: 130 509
- 1998: 117 137
- 1999: 96 195
- 2000: 90 422
- 2001: 91 933
- 2002: 89 124
- 2003: 85 770
- 2004: 97 629[225]
- 2005: 92 752
- 2006: 93 196
- 2007: 87 826
- 2008: 71 203[226]
- 2009: 47 061
- 2010: 40 770
- 2011: 37 241
- 2012: 31 215
- 2013: 23 529[227]
- 2014: 19 713[227]
- 2015: 16 282[228]
- 2016: dato non disponibile
- 2017: dato non disponibile
- 2018: dato non disponibile
- 2019: 9 738[228]
- 2020: dato non disponibile
- 2021: dato non disponibile
- 2022: dato non disponibile
- 2023: 9 360[15]

## Stampa
Liberazione è stato per quasi 23 anni l'organo di stampa ufficiale di Rifondazione Comunista. Nato come settimanale e diventato quotidiano dal 1995, ha cessato le pubblicazioni nel 2011 a causa del taglio dei finanziamenti all'editoria voluti dal governo Berlusconi IV e confermati dal governo Monti. Nel 2013 Liberazione è diventato un quotidiano online, ma dal 19 marzo 2014 ha cessato definitivamente le pubblicazioni.
Il PRC ha pubblicato anche tre mensili, Rifondazione (1997-1998), Su la testa (2010-2012, 2020-) e lo storico Il Lavoratore ex giornale del PCI, oltre che un settimanale in rete dal nome Ombre Rosse (2012).
Le aree politiche interne al partito hanno spesso dato vita a riviste e pubblicazioni come L'Ernesto, legata alla corrente Essere Comunisti, Bandiera Rossa ed Erre, entrambe legate e pubblicata dalla vecchia area trotzkista Bandiera Rossa.

### Su la testa
Rivista nata nel febbraio 2010 come rivista mensile di Rifondazione Comunista dopo lo scioglimento nel 1998 del mensile Rifondazione. Nei due anni prima di cessare le pubblicazioni è stata diretta da Lidia Menapace. Usciva in allegato al quotidiano di partito Liberazione fino al 2011.
Nel luglio 2020 ha ripreso le pubblicazioni in formato online e gratuito con cadenza bimestrale. Il direttore della rivista è Paolo Ferrero. Dal 2021 è disponibile anche in formato cartaceo su abbonamento.

## Congressi nazionali
- I Congresso – Roma, 12-14 dicembre 1991 – Per fondare il partito dell'opposizione per l'alternativa
- II Congresso – Roma, 21-24 gennaio 1994 – Una forza comunista per una sinistra di alternativa
- III Congresso – Roma, 12-15 dicembre 1996 – Rinnovare la politica per cambiare la società
- IV Congresso – Rimini, 18-21 marzo 1999 – Un'alternativa di società
- V Congresso – Rimini, 4-7 aprile 2002 – Rifondazione rifondazione rifondazione
- VI Congresso – Venezia, 3-6 marzo 2005 – Verso un mondo nuovo
- VII Congresso – Chianciano, 24-27 luglio 2008 – Ricominciamo!
- VIII Congresso – Napoli, 2-4 dicembre 2011 – Connettiamoci!
- IX Congresso – Perugia, 6-8 dicembre 2013 – Scrivi il tuo futuro
- X Congresso – Spoleto, 31 marzo-2 aprile 2017 – C'è bisogno di rivoluzione!
- XI Congresso – Chianciano, 22-24 ottobre 2021 – Le Radici e le Ali[230]
- XII Congresso - Montecatini Terme, 7-9 febbraio 2025 – Ora e sempre Resistenza

## Conferenze di Organizzazione
- I Conferenza di Organizzazione – Chianciano Terme, dal 14 al 15 giugno 1997 – La costruzione del Partito Comunista di massa dopo il III congresso nazionale
- II Conferenza di Organizzazione – Chianciano Terme, dal 5 al 6 febbraio 2000 – Il partito interroga se stesso
- III Conferenza di Organizzazione – Carrara, dal 29 marzo al 1º aprile 2007
- IV Conferenza di Organizzazione – Roma, dall'11 al 12 aprile 2015 – Rilanciare il partito, unire la sinistra antiliberista, fermare l'austerità in Europa
- V Conferenza di Organizzazione - Roma, dal 14 al 15 gennaio 2023 - Immaginare il futuro, cambiare il presente

## Feste nazionali
- 1991: Viareggio
- 1992: Marina di Carrara
- 1993: Reggio Emilia
- 1994: Livorno
- 1995: Milano
- 1996: Pisa
- 1997: Roma
- 1998: Milano
- 1999: Roma
- 2000: Roma
- 2001: Roma
- 2002: Roma
- 2003: Roma
- 2004: Roma
- 2005: Ostuni
- 2006: Roma
- 2007: Firenze
- 2012: Pisa e Savona
- 2015: Firenze
- 2016: Firenze
- 2017: Firenze
- 2018: Firenze
- 2019: Firenze
- 2020: Firenze
- 2021: Milano
- 2023: Bologna

## Scissioni
Rifondazione nasce con l'intento di proseguire l'attività del disciolto PCI, volendo altresì raccogliere gli eredi della tradizione politica della sinistra alternativa. Con il tempo sono nati scontri sul profilo politico e culturale da dare al nuovo partito e da ciò sono spesso nate scissioni di entità variabile. Le più sostanziose sono state quelle dei Comunisti Unitari (poi confluiti nei DS); del PdCI, la prima ad aver dato vita a un partito realmente duraturo e concorrenziale per il PRC fino all'aprile 2009 quando ha intrapreso un percorso di federazione e unità d'azione con Rifondazione Comunista; e del Movimento per la Sinistra di Nichi Vendola. Altra scissione di una certa rilevanza è stata quella del Partito Comunista dei Lavoratori di Marco Ferrando.
- gennaio 1994 – Iniziativa Comunista
- 14 giugno 1995 – Movimento dei Comunisti Unitari di Famiano Crucianelli (confluito nei Democratici di Sinistra nel 1998)
- maggio 1996 – Cobas per l'Autorganizzazione
- novembre 1997 – Confederazione Comunisti/e Autorganizzati
- 11 ottobre 1998 – Partito dei Comunisti Italiani[231] (confluito nel Partito Comunista Italiano nel 2016)
- 21 gennaio 2000 – Democrazia Popolare (Sinistra Unita) (confluito nel Partito dei Comunisti Italiani)
- 22 aprile 2006 – Progetto Comunista (Partito di Alternativa Comunista)
- 18 giugno 2006 – Partito Comunista dei Lavoratori di Marco Ferrando
- 11 novembre 2006 – Unità Comunista
- 8 dicembre 2007 – Sinistra Critica di Franco Turigliatto (dissoluzione nel 2013)
- 25 gennaio 2009 – Movimento per la Sinistra di Nichi Vendola (confluito in Sinistra Ecologia Libertà)
- 6 febbraio 2011 – L'Ernesto (confluito nel Partito dei Comunisti Italiani)
- 15 ottobre 2013 – Associazione ControCorrente per una Sinistra dei Lavoratori
- 25 ottobre 2014 – Sinistra e Lavoro
- 19 settembre 2015 – Fronte Popolare
- 8 gennaio 2016 – Sinistra Classe Rivoluzione
- 2016 – Essere Comunisti di Claudio Grassi (confluito in Sinistra Italiana)

## Simbologia

### Simboli storici

Simbolo del Partito della Rifondazione Comunista dal 1999 al 2004
Simbolo Partito della Rifondazione Comunista - Sinistra Europea dal 2006

### Simboli liste elettorali

Simbolo della Federazione della Sinistra (2009 - 2012)
Simbolo della lista Rivoluzione Civile (2013)
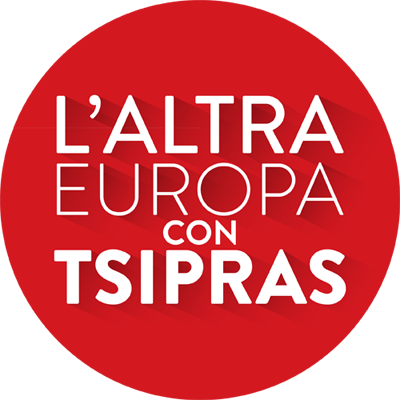
Simbolo della lista L'Altra Europa con Tsipras (2014-2019)
Simbolo della lista Potere al Popolo! (2017-2018)
Simbolo della lista La Sinistra (2019)
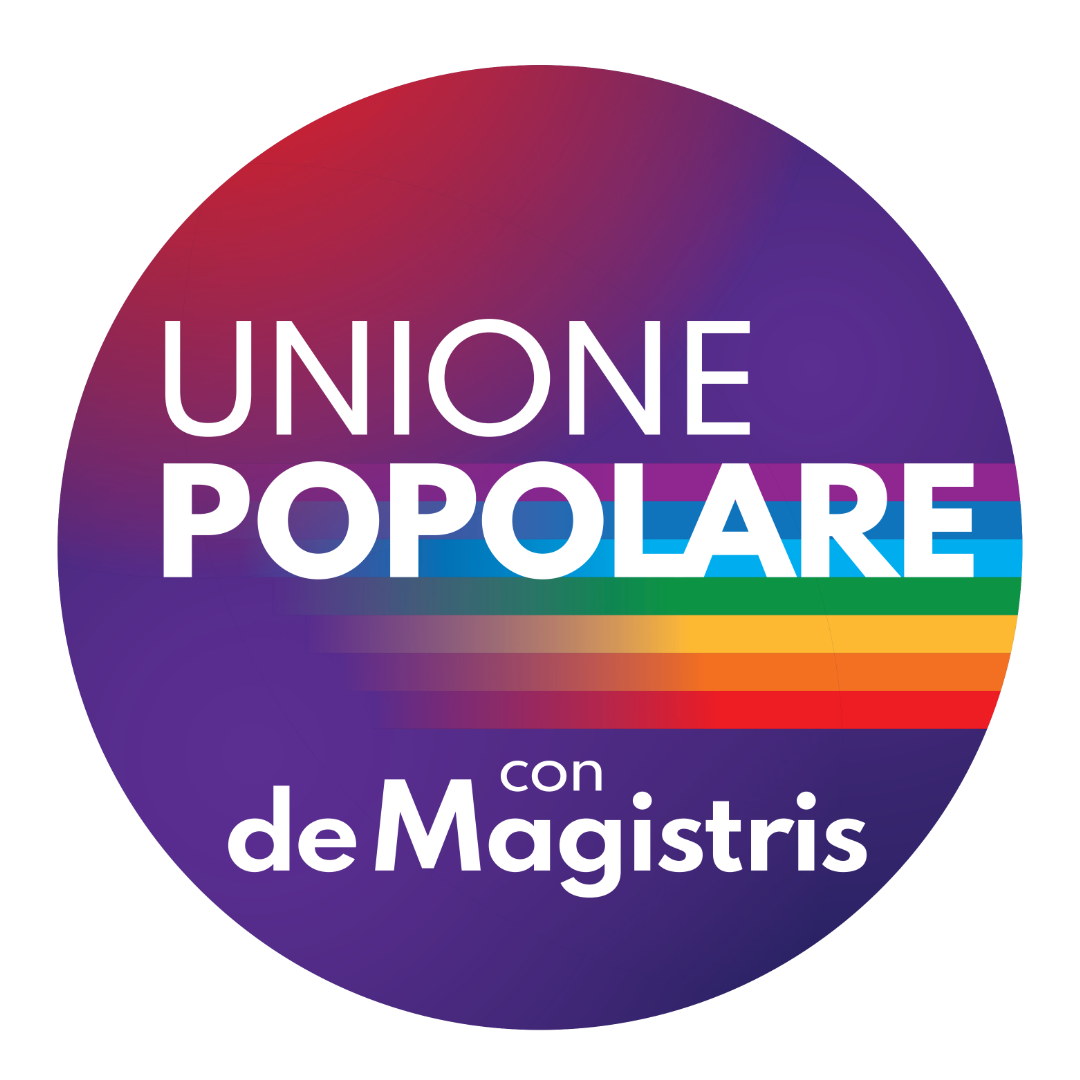
Simbolo della lista Unione Popolare (dal 2022)

### Inni
Gli inni ufficiali del partito sono: L'Internazionale, Bandiera rossa e l'Inno dei lavoratori.

## Risultati elettorali
| Elezione       | Elezione     | Voti                                    | %                                       | Seggi    |
| -------------- | ------------ | --------------------------------------- | --------------------------------------- | -------- |
| Politiche 1992 | Camera       | 2 202 574                               | 5,62                                    | 35 / 630 |
| Politiche 1992 | Senato       | 2 163 317                               | 6,52                                    | 20 / 315 |
| Politiche 1994 | Camera       | 2 334 029                               | 6,05                                    | 39 / 630 |
| Politiche 1994 | Senato       | Nell'Alleanza dei Progressisti          | Nell'Alleanza dei Progressisti          | 18 / 315 |
| Europee 1994   | Europee 1994 | 1 991 977                               | 6,08                                    | 5 / 87   |
| Politiche 1996 | Camera       | 3 215 960                               | 8,57                                    | 35 / 630 |
| Politiche 1996 | Senato       | 934 974                                 | 2,87                                    | 11 / 315 |
| Europee 1999   | Europee 1999 | 1 330 341                               | 4,27                                    | 4 / 87   |
| Politiche 2001 | Camera       | 1 868 659                               | 5,03                                    | 11 / 630 |
| Politiche 2001 | Senato       | 1 708 707                               | 5,04                                    | 4 / 315  |
| Europee 2004   | Europee 2004 | 1 971 700                               | 6,06                                    | 5 / 78   |
| Politiche 2006 | Camera       | 2 229 604                               | 5,84                                    | 41 / 630 |
| Politiche 2006 | Senato       | 2 518 624                               | 7,37                                    | 27 / 315 |
| Politiche 2008 | Camera       | In La Sinistra l'Arcobaleno             | In La Sinistra l'Arcobaleno             | 0 / 630  |
| Politiche 2008 | Senato       | In La Sinistra l'Arcobaleno             | In La Sinistra l'Arcobaleno             | 0 / 315  |
| Europee 2009   | Europee 2009 | Nella Lista Comunista e Anticapitalista | Nella Lista Comunista e Anticapitalista | 0 / 72   |
| Politiche 2013 | Camera       | In Rivoluzione Civile                   | In Rivoluzione Civile                   | 0 / 630  |
| Politiche 2013 | Senato       | In Rivoluzione Civile                   | In Rivoluzione Civile                   | 0 / 315  |
| Europee 2014   | Europee 2014 | In L'Altra Europa con Tsipras           | In L'Altra Europa con Tsipras           | 1 / 73   |
| Politiche 2018 | Camera       | In Potere al Popolo!                    | In Potere al Popolo!                    | 0 / 630  |
| Politiche 2018 | Senato       | In Potere al Popolo!                    | In Potere al Popolo!                    | 0 / 315  |
| Europee 2019   | Europee 2019 | In La Sinistra                          | In La Sinistra                          | 0 / 73   |
| Politiche 2022 | Camera       | In Unione Popolare                      | In Unione Popolare                      | 0 / 400  |
| Politiche 2022 | Senato       | In Unione Popolare                      | In Unione Popolare                      | 0 / 200  |
| Europee 2024   | Europee 2024 | In Pace Terra Dignità                   | In Pace Terra Dignità                   | 0 / 76   |
| 1.             |              |                                         |                                         |          |